# Kína az 1988. évi nyári olimpiai játékokon
Kína a dél-koreai Szöulban megrendezett 1988. évi nyári olimpiai játékok egyik részt vevő nemzete volt. Az országot az olimpián 25 sportágban 274 sportoló képviselte, akik összesen 28 érmet szereztek.

## Érmesek
| Érem  | Versenyző | Sportág       | Versenyszám              |
| ----- | --- | ------------- | ------------------------ |
| Arany | Csen Lung-can (Chen Longcan) Iszeki Szeikó | Asztalitenisz | Férfi páros              |
| Arany | Csen Csing (Chen Jing) | Asztalitenisz | Női egyes                |
| Arany | Kao Min | Műugrás       | Női egyéni műugrás       |
| Arany | Hszü Jen-mej (Xu Yanmei) | Műugrás       | Női egyéni toronyugrás   |
| Arany | Lou Jün (Lou Yun) | Torna         | Férfi ugrás              |
| Ezüst | Li Huj-fen (Li Huifen) | Asztalitenisz | Női egyes                |
| Ezüst | Csen Csing (Chen Jing) Csiao Cse-min (Jiao Zhimin) | Asztalitenisz | Női páros                |
| Ezüst | Csang Hsziang-hua (Zhang Xianghua) Hu Ja-tung (Hu Yadong) Jang Hsziao (Yang Xiao) Csou Sou-jing (Zhou Shouying) Li Zsung-hua (Li Ronghua) | Evezés        | Női kormányos négyes     |
| Ezüst | Tan Liang-tö (Tan Liangde) | Műugrás       | Férfi egyéni műugrás     |
| Ezüst | Hsziung Ni (Xiong Ni) | Műugrás       | Férfi egyéni toronyugrás |
| Ezüst | Li Csing (Li Qing) | Műugrás       | Női egyéni műugrás       |
| Ezüst | Huang Si-ping (Huang Shiping) | Sportlövészet | Férfi futócéllövészet    |
| Ezüst | Ho Jing-csiang (He Yingqiang) | Súlyemelés    | 56 kg                    |
| Ezüst | Jang Ven-ji (Yang Wenyi) | Úszás         | Női 50 m gyors           |
| Ezüst | Csuang Jung (Zhuang Yong) | Úszás         | Női 100 m gyors          |
| Ezüst | Huang Hsziao-min (Huang Xiaomin) | Úszás         | Női 200 m mell           |
| Bronz | Csiao Cse-min (Jiao Zhimin) | Asztalitenisz | Női egyes                |
| Bronz | Li Mej-szu (Li Meisu) | Atlétika      | Női súlylökés            |
| Bronz | Han Ja-csin (Han Yaqin) Ho Jen-ven (He Yanwen) Hu Ja-tung (Hu Yadong) Jang Hsziao (Yang Xiao) Csang Hsziang-hua (Zhang Xianghua) Csang Ja-li (Zhang Yali) Csou Sou-jing (Zhou Shouying) Csou Hsziu-hua (Zhou Xiuhua) Li Zsung-hua (Li Ronghua)                                                         | Evezés        | Női nyolcas              |
| Bronz | Li Tö-liang (Li Deliang) | Műugrás       | Férfi egyéni műugrás     |
| Bronz | Nemzeti válogatott Li Kuo-csün (Li Guojun) Hou Jü-csu (Hou Yuzhu) Jang Hszi-lan (Yang Xilan) Szu Huj-csüan (Su Huijuan) Csiang Jing (Jiang Ying) Cuj Jung-mej (Cui Yongmei) Jang Hsziao (Yang Xiao)jun Cseng Mej-csu (Zheng Meizhu) Vu Tan (Wu Dan) Li Jüe-ming (Li Yueming) Vang Ja-csün (Wang Yajun) | Röplabda      | Női                      |
| Bronz | Hszü Haj-feng (Xu Haifeng) | Sportlövészet | Férfi légpisztoly        |
| Bronz | Ho Csuo-csiang (He Zhuoqiang) | Súlyemelés    | 52 kg                    |
| Bronz | Liu Sou-pin (Liu Shoubin) | Súlyemelés    | 56 kg                    |
| Bronz | Je Huan-ming (Ye Huanming) | Súlyemelés    | 60 kg                    |
| Bronz | Li Csin-ho (Li Jinhe) | Súlyemelés    | 67,5 kg                  |
| Bronz | Lou Jün (Lou Yun) | Torna         | Férfi talaj              |
| Bronz | Csien Hung (Qian Hong) | Úszás         | Női 100 m pillangó       |

## Asztalitenisz
Férfi
| Versenyző                                                     | Versenyszám | Csoportkör | Csoportkör | Nyolcaddöntő                                               | Negyeddöntő                                                                   | Elődöntő                                                                                      | Döntő                                                                                 | Helyezés |
| Versenyző                                                     | Versenyszám | Ellenfél Eredmény | Hely.      | Ellenfél Eredmény                                          | Ellenfél Eredmény                                                             | Ellenfél Eredmény                                                                             | Ellenfél Eredmény                                                                     | Helyezés |
| ------------------------------------------------------------- | ----------- | --- | ---------- | ---------------------------------------------------------- | ----------------------------------------------------------------------------- | --------------------------------------------------------------------------------------------- | ------------------------------------------------------------------------------------- | -------- |
| Csiang Csia-liang (Jiang Jialiang)                            | Egyes       | A csoport · Lotfi Joudi (TUN) · 3:0 · Klampár Tibor (HUN) · 3:1 · Jean-Philippe Gatien (FRA) · 3:0 · Alan Cooke (GBR) · 3:0 · Jean-Michel Saive (BEL) · 3:0 · Sean O'Neill (USA) · 3:0 · Carlos Kawai (BRA) · 3:0 | 1.         | Desmond Douglas (GBR) · 21–18, 21–18, 22–24, 21–13         | Erik Lindh (SWE) · 21–16, 12–21, 13–21, 20–22                                 | Az 5–8. helyért · Jörgen Persson (SWE) · 16–21, 21–11, 21–11, 21–15                           | Az 5. helyért · Csen Lung-can (Chen Longcan) (CHN) · 21–12, 21–16, 21–17              | 5.       |
| Csen Lung-can (Chen Longcan)                                  | Egyes       | C csoport · Abdul Wahab Ali (IRQ) · 3:0 · Yi Ding (AUT) · 1:3 · Alain Choo Choy (MRI) · 3:0 · Lou Chűn-szung (Lo Chuen Tsung) (HKG) · 3:2 · Vu Ven-csia (Wu Wen-Chia) (TPE) · 3:0 · Harczi Zsolt (HUN) · 3:0 · Yomi Bankole (NGR) · 3:1 | 2.         | Ilija Lupulesku (YUG) · 21–13, 21–18, 21–11                | Klampár Tibor (HUN) · 19–21, 21–7, 21–11, 19–21, 19–21                        | Az 5–8. helyért · Jan-Ove Waldner (SWE) · 21–11, 23–21, 21–8                                  | Az 5. helyért · Csiang Csia-liang (Jiang Jialiang) (CHN) · 12–21, 16–21, 17–21        | 6.       |
| Hszü Ceng-caj (Xu Zengcai)                                    | Egyes       | B csoport · Barry Griffiths (NZL) · 3:0 · Jan-Ove Waldner (SWE) · 2:3 · Gilany Hosnani (MRI) · 3:0 · Georg Böhm (FRG) · 3:0 · Patrick Birocheau (FRA) · 3:0 · Csi Csin-lung (Chih Chin-Long) (TPE) · 3:0 · Tonny Maringgi (INA) · 3:0 | 2.         | Kim Van (Kim Wan) (KOR) · 21–17, 21–19, 10–21, 19–21, 7–21 | kiesett                                                                       | kiesett                                                                                       | kiesett                                                                               | 9.       |
| Csen Lung-can (Chen Longcan) Iszeki Szeikó                    | Páros       | A csoport · Tunézia (TUN) · Mourad Sta · Sofiane Ben Letaief · 2:0 · Svédország (SWE) · Erik Lindh · Jörgen Persson · 2:0 · Japán (JPN) · Ono Szeidzsi · Mijazaki Josihito · 2:0 · Nagy-Britannia (GBR) · Alan Cooke · Carl Prean · 2:0 · Magyarország (HUN) · Klampár Tibor · Kriston Zsolt · 2:1 · India (IND) · Kamlesh Mehta · Sujay Ghorpade · 2:0 · Hongkong (HKG) · Chan Chi Ming · Liu Fuk Man · 2:0                                                   | 1.         |                                                            | Lengyelország (POL) · Andrzej Grubba · Leszek Kucharski · 21–7, 12–21, 21–19  | Dél-Korea (KOR) · An Dzsehjong (An Jae-Hyeong) · Ju Namgju (Yu Nam-Gyu) · 21–10, 21–14        | Jugoszlávia (YUG) · Ilija Lupulesku · Zoran Primorac · 20–22, 21–8, 21–9              |          |
| Csiang Csia-liang (Jiang Jialiang) Hszü Ceng-caj (Xu Zengcai) | Páros       | C csoport · Mauritius (MRI) · Alain Choo Choy · Gilany Hosnani · 2:0 · Jugoszlávia (YUG) · Ilija Lupulesku · Zoran Primorac · 2:0 · Tajvan (TPE) · Huang Huj-csie (Huang Huei-Chieh) · Vu Ven-csia (Wu Wen-Chia) · 2:1 · Kanada (CAN) · Joe Ng · Horatio Pintea · 2:0 · Franciaország (FRA) · Jean-Philippe Gatien · Patrick Birocheau · 2:1 · Nigéria (NGR) · Atanda Musa · Titus Omotara · 2:0 · Szovjetunió (URS) · Andrej Mazunov · Borisz Rozenberh · 2:0 | 1.         |                                                            | Dél-Korea (KOR) · Kim Githek (Kim Gi-Taek) · Kim Van (Kim Wan) · 18–21, 20–22 | Az 5–8. helyért · Svédország (SWE) · Jan-Ove Waldner · Mikael Appelgren · 10–21, 22–20, 21–17 | Az 5. helyért · Lengyelország (POL) · Andrzej Grubba · Leszek Kucharski · 21–7, 21–12 | 5.       |

Női
| Versenyző                                          | Versenyszám | Csoportkör | Csoportkör | Nyolcaddöntő                                         | Negyeddöntő                                                     | Elődöntő                                                                       | Döntő | Helyezés |
| Versenyző                                          | Versenyszám | Ellenfél Eredmény | Hely.      | Ellenfél Eredmény                                    | Ellenfél Eredmény                                               | Ellenfél Eredmény                                                              | Ellenfél Eredmény                                                                                         | Helyezés |
| -------------------------------------------------- | ----------- | --- | ---------- | ---------------------------------------------------- | --------------------------------------------------------------- | ------------------------------------------------------------------------------ | --- | -------- |
| Csen Csing (Chen Jing)                             | Egyes       | C csoport · Feiza Ben Aïssa (TUN) · 3:0 · Valentyina Popova (URS) · 3:0 · Ucsijama Kjóko (JPN) · 3:0 · Insook Bhushan (USA) · 3:0 · Nadia Bisiach (AUS) · 3:0 | 1.         | Daniela Gergelcseva (BUL) · 21–15, 21–7, 22–20       | Flyura Bulatova (URS) · 21–4, 21–11, 21–2                       | Marie Hrachová (TCH) · 21–15, 21–12, 21–12                                     | Li Huj-fen (Li Hui-fen) (CHN) · 21–17, 21–16, 21–23, 15–21, 21–15                                         |          |
| Li Huj-fen (Li Huifen)                             | Egyes       | D csoport · Patricia Offel (GHA) · 3:0 · Mok Khá-szá (Mok Ka Sha) (HKG) · 3:0 · Isida Kijomi (JPN) · 3:0 · Kerri Tepper (AUS) · 3:0 · Lau Wai Cheng (MAS) · 3:0 | 1.         | Olga Nemes (FRG) · 15–21, 21–18, 21–15, 21–10        | Valentyina Popova (URS) · 21–13, 21–12, 21–19                   | Csiao Cse-min (Jiao Zhimin) (CHN) · 21–16, 21–17, 21–11                        | Csen Csing (Chen Jing) (CHN) · 17–21, 16–21, 23–21, 21–15, 15–21                                          |          |
| Csiao Cse-min (Jiao Zhimin)                        | Egyes       | A csoport · Blanca Alejo (DOM) · 3:0 · Urbán Edit (HUN) · 3:1 · Olena Kovtun (URS) · 3:2 · Mariann Domonkos (CAN) · 3:1 · Diana Gee (USA) · 3:0 | 1.         | Hosino Mika (JPN) · 15–21, 21–12, 21–8, 17–21, 21–11 | Hong Cshaok (Hong Cha-Ok) (KOR) · 21–9, 21–9, 21–11             | Li Huj-fen (Li Hui-fen) (CHN) · 16–21, 17–21, 11–21                            | Bronzmérkőzés · Marie Hrachová (TCH) · 21–18, 21–19, 21–17                                                |          |
| Csen Csing (Chen Jing) Csiao Cse-min (Jiao Zhimin) | Páros       | B csoport · Csehszlovákia (TCH) · Marie Hrachová · Renata Kasalová · 2:0 · Hollandia (NED) · Bettine Vriesekoop · Mirjam Hooman-Kloppenburg · 2:0 · Japán (JPN) · Isida Kijomi · Hosino Mika · 2:0 · NSZK (FRG) · Katja Nolten · Olga Nemes · 2:0 · Egyesült Államok (USA) · Diana Gee · Insook Bhushan · 2:1 · Malajzia (MAS) · Lau Wai Cheng · Leong Mee Wan · 2:0 | 1.         |                                                      | Magyarország (HUN) · Bátorfi Csilla · Urbán Edit · 21–10, 21–14 | Jugoszlávia (YUG) · Gordana Perkučin · Jasna Fazlić-Reed · 21–19, 14–21, 21–18 | Dél-Korea (KOR) · Hjon Dzsonghva (Hyeon Jeong-Hwa) · Jang Jongdzsa ([Yang Yeong-Ja) · 19–21, 21–16, 10–21 |          |

## Atlétika
Férfi
| Versenyző                                                            | Versenyszám     | Előfutam | Előfutam | Előfutam | Negyeddöntő | Negyeddöntő | Negyeddöntő | Elődöntő      | Elődöntő      | Elődöntő      | Döntő   | Döntő    |
| Versenyző                                                            | Versenyszám     | Idő      | Hely.    | Össz.    | Idő         | Hely.       | Össz.       | Idő           | Hely.         | Össz.         | Idő     | Helyezés |
| -------------------------------------------------------------------- | --------------- | -------- | -------- | -------- | ----------- | ----------- | ----------- | ------------- | ------------- | ------------- | ------- | -------- |
| Li Tao                                                               | 100 m           | 10,47    | 4.       | 25.**    | 10,53       | 5.          | 34.         | kiesett       | kiesett       | kiesett       | kiesett | kiesett  |
| Cseng Csen (Zheng Chen)                                              | 100 m           | 10,51    | 4.       | 31.***   | 10,72       | 7.          | 44.         | kiesett       | kiesett       | kiesett       | kiesett | kiesett  |
| Caj Csien-ming (Cai Jianming)                                        | 100 m           | 10,55    | 1.       | 40.      | 10,76       | 8.          | 45.         | kiesett       | kiesett       | kiesett       | kiesett | kiesett  |
| Li Feng                                                              | 200 m           | 21,33    | 5.       | 32.**    | 21,38       | 7.          | 34.         | kiesett       | kiesett       | kiesett       | kiesett | kiesett  |
| Tuan Hsziu-csüan (Duan Xiuquan)                                      | 800 m           | 1:52,17  | 6.       | 53.      | kiesett     | kiesett     | kiesett     | kiesett       | kiesett       | kiesett       | kiesett | kiesett  |
| Tuan Hsziu-csüan (Duan Xiuquan)                                      | 1500 m          | 3:44,88  | 9.       | 34.      |             |             |             | kiesett       | kiesett       | kiesett       | kiesett | kiesett  |
| Caj Sang-jen (Cai Shangyan)                                          | Maraton         |          |          |          |             |             |             |               |               |               | 2:17:54 | 26.      |
| Csang Kuo-vej (Zhang Guowei)                                         | Maraton         |          |          |          |             |             |             |               |               |               | 2:22:49 | 38.      |
| Jü Cse-cseng (Yu Zhicheng)                                           | 110 m gát       | 14,07    | 2.       | 22.      | 13,95       | 4.          | 17.         | 13,94         | 6.            | 13.           | kiesett | kiesett  |
| Jang Kuang (Yang Guang)                                              | 110 m gát       | 14,01    | 3.       | 20.      | 14,24       | 7.          | 25.         | kiesett       | kiesett       | kiesett       | kiesett | kiesett  |
| Li Pao-csin (Li Baojin)                                              | 20 km gyaloglás |          |          |          |             |             |             |               |               |               | 1:27:57 | 41.      |
| Li Pao-csin (Li Baojin)                                              | 50 km gyaloglás |          |          |          |             |             |             |               |               |               | 4:00:07 | 29.      |
| Li Tao Caj Csien-ming (Cai Jianming) Li Feng Cseng Csen (Zheng Chen) | 4 × 100 m váltó | 39,67    | 4.       | 13.      |             |             |             | nem ért célba | nem ért célba | nem ért célba | kiesett | kiesett  |

| Versenyző                     | Versenyszám | Selejtező | Selejtező | Döntő    | Döntő    |
| Versenyző                     | Versenyszám | Eredmény  | Helyezés  | Eredmény | Helyezés |
| ----------------------------- | ----------- | --------- | --------- | -------- | -------- |
| Csu Csien-hua (Zhu Jianhua)   | Magasugrás  | 219 cm    | 23.       | kiesett  | kiesett  |
| Pang Jen (Pang Yan)           | Távolugrás  | 779 cm    | 11.       | 786 cm   | 9.       |
| Csen Cun-zsung (Chen Zunrong) | Távolugrás  | 766 cm    | 18.       | kiesett  | kiesett  |
| Csen Jen-ping (Chen Yanping)  | Hármasugrás | 16,25 m   | 14.       | kiesett  | kiesett  |
| Ma Jung-feng (Ma Yongfeng)    | Súlylökés   | 18,27 m   | 17.       | kiesett  | kiesett  |

Női
| Versenyző | Versenyszám     | Előfutam | Előfutam | Előfutam | Negyeddöntő | Negyeddöntő | Negyeddöntő | Elődöntő | Elődöntő | Elődöntő | Döntő    | Döntő    |
| Versenyző | Versenyszám     | Idő      | Hely.    | Össz.    | Idő         | Hely.       | Össz.       | Idő      | Hely.    | Össz.    | Idő      | Helyezés |
| --- | --------------- | -------- | -------- | -------- | ----------- | ----------- | ----------- | -------- | -------- | -------- | -------- | -------- |
| Tien Jü-mej (Tian Yumei)                                                                                                  | 100 m           | 11,56    | 4.       | 25.*     | 11,55       | 7.          | 27.         | kiesett  | kiesett  | kiesett  | kiesett  | kiesett  |
| Liu Sao-mej (Liu Shaomei)                                                                                                 | 100 m           | 11,66    | 5.       | 34.      | kiesett     | kiesett     | kiesett     | kiesett  | kiesett  | kiesett  | kiesett  | kiesett  |
| Csang Caj-hua (Zhang Caihua)                                                                                              | 100 m           | 11,84    | 5.       | 39.*     | kiesett     | kiesett     | kiesett     | kiesett  | kiesett  | kiesett  | kiesett  | kiesett  |
| Hszie Cse-ling (Xie Zhiling)                                                                                              | 200 m           | 24,01    | 4.       | 35.      | kiesett     | kiesett     | kiesett     | kiesett  | kiesett  | kiesett  | kiesett  | kiesett  |
| Csang Hsziao-csiung (Zhang Xiaoqiong)                                                                                     | 200 m           | 24,08    | 5.       | 37.      | kiesett     | kiesett     | kiesett     | kiesett  | kiesett  | kiesett  | kiesett  | kiesett  |
| Szun Szu-mej (Sun Sumei)                                                                                                  | 400 m           | 53,46    | 5.       | 28.      | 53,58       | 7.          | 27.         | kiesett  | kiesett  | kiesett  | kiesett  | kiesett  |
| Csen Csing-mej (Chen Qingmei)                                                                                             | 3000 m          | 8:51,53  | 11.      | 17.      |             |             |             |          |          |          | kiesett  | kiesett  |
| Vang Hsziu-ting (Wang Xiuting)                                                                                            | 3000 m          | 8:54,19  | 7.       | 19.      |             |             |             |          |          |          | kiesett  | kiesett  |
| Vang Hsziu-ting (Wang Xiuting)                                                                                            | 10 000 m        | 32:13,00 | 3.       | 16.      |             |             |             |          |          |          | 31:40,23 | 7.       |
| Vang Csing-huan (Wang Qinghuan)                                                                                           | 10 000 m        | 32:04,52 | 8.       | 8.       |             |             |             |          |          |          | 32:49,86 | 18.      |
| Hszie Li-hua (Xie Lihua)                                                                                                  | 10 000 m        | 33:28,13 | 17.      | 30.      |             |             |             |          |          |          | kiesett  | kiesett  |
| Csao Ju-feng (Zhao Youfeng)                                                                                               | Maraton         |          |          |          |             |             |             |          |          |          | 2:27:06  | 5.       |
| Csung Huan-ti (Zhong Huandi)                                                                                              | Maraton         |          |          |          |             |             |             |          |          |          | 2:36:02  | 30.      |
| Li Csüan (Li Juan) | Maraton         |          |          |          |             |             |             |          |          |          | 2:53:08  | 54.      |
| Liu Hua-csin (Liu Huajin)                                                                                                 | 100 m gát       | 13,02    | 2.       | 7.       | 14,37       | 6.          | 21.         | kiesett  | kiesett  | kiesett  | kiesett  | kiesett  |
| Tu Csüan (Du Juan) | 100 m gát       | 13,51    | 3.       | 21.      | 13,58       | 7.          | 19.         | kiesett  | kiesett  | kiesett  | kiesett  | kiesett  |
| Csang Hsziao-csiung (Zhang Xiaoqiong) Liu Sao-mej (Liu Shaomei) Hszie Cse-ling (Xie Zhiling) Csang Caj-hua (Zhang Caihua) | 4 × 100 m váltó | 44,29    | 4.       | 13.      |             |             |             | 44,36    | 7.       | 14.      | kiesett  | kiesett  |

| Versenyző                          | Versenyszám   | Selejtező | Selejtező | Döntő                         | Döntő    |
| Versenyző                          | Versenyszám   | Eredmény  | Helyezés  | Eredmény                      | Helyezés |
| ---------------------------------- | ------------- | --------- | --------- | ----------------------------- | -------- |
| Csin Ling (Jin Ling)               | Magasugrás    | 190 cm    | 15.       | kiesett                       | kiesett  |
| hsziung Csi-jing (Xiong Qiying)    | Távolugrás    | 661 cm    | 10.       | 650 cm                        | 9.       |
| Liu Su-csen (Liu Shuzhen)          | Távolugrás    | 648 cm    | 12.       | 640 cm                        | 11.      |
| Liao Ven-fen (Liao Wenfen)         | Távolugrás    | 644 cm    | 14.       | kiesett                       | kiesett  |
| Li Mej-szu (Li Meisu)              | Súlylökés     | 20,30 m   | 2.        | 21,06 m                       |          |
| Huang Cse-hung (Huang Zhihong)     | Súlylökés     | 19,71 m   | 8.        | 19,82 m                       | 8.       |
| Cung Jü-csen (Cong Yuzhen)         | Súlylökés     | 19,55 m   | 9.        | 19,69 m                       | 9.       |
| Hou Hszüe-mej (Hou Xuemei)         | Diszkoszvetés | 62,64 m   | 11.       | 65,94 m                       | 8.       |
| Jü Hou-zsun (Yu Hourun)            | Diszkoszvetés | 62,86 m   | 9.        | 64,08 m (holtverseny) 62,94 m | 9.       |
| Hszing Aj-lan (Xing Ailan)         | Diszkoszvetés | 59,26 m   | 14.       | kiesett                       | kiesett  |
| Li Pao-lien (Li Baolian)           | Gerelyhajítás | 58,92 m   | 17.       | kiesett                       | kiesett  |
| Csou Jüan-hsziang (Zhou Yuanxiang) | Gerelyhajítás | 56,36 m   | 22.       | kiesett                       | kiesett  |

| Versenyző                  | Versenyszám | 100 m | 100 m | Távolugrás | Távolugrás | Súlylökés | Súlylökés | Magasugrás | Magasugrás | 400 m | 400 m | 110 m gát | 110 m gát | Diszkoszvetés | Diszkoszvetés | Rúdugrás | Rúdugrás | Gerelyhajítás | Gerelyhajítás | 1500 m  | 1500 m | Végeredmény | Végeredmény |
| Versenyző                  | Versenyszám | Idő   | Pont  | Eredmény   | Pont       | Eredmény  | Pont      | Eredmény   | Pont       | Idő   | Pont  | Idő       | Pont      | Eredmény      | Pont          | Eredmény | Pont     | Eredmény      | Pont          | Idő     | Pont   | Pont        | Helyezés    |
| -------------------------- | ----------- | ----- | ----- | ---------- | ---------- | --------- | --------- | ---------- | ---------- | ----- | ----- | --------- | --------- | ------------- | ------------- | -------- | -------- | ------------- | ------------- | ------- | ------ | ----------- | ----------- |
| Kung Kuo-hua (Gong Guohua) | Tízpróba    | 11,43 | 767   | 622 cm     | 635        | 13,98 m   | 727       | 191 cm     | 723        | 51,25 | 758   | 15,88     | 746       | 46,18 m       | 791           | 460 cm   | 790      | 57,84 m       | 705           | 4:54,99 | 589    | 7231        | 31.         |

| Versenyző                  | Versenyszám | 100 m gát | 100 m gát | Magasugrás | Magasugrás | Súlylökés | Súlylökés | 200 m | 200 m | Távolugrás | Távolugrás | Gerelyhajítás | Gerelyhajítás | 800 m   | 800 m | Végeredmény | Végeredmény |
| Versenyző                  | Versenyszám | Idő       | Pont      | Eredmény   | Pont       | Eredmény  | Pont      | Idő   | Pont  | Eredmény   | Pont       | Eredmény      | Pont          | Idő     | Pont  | Pont        | Helyezés    |
| -------------------------- | ----------- | --------- | --------- | ---------- | ---------- | --------- | --------- | ----- | ----- | ---------- | ---------- | ------------- | ------------- | ------- | ----- | ----------- | ----------- |
| Tung Jü-ping (Dong Yuping) | Hétpróba    | 13,93     | 988       | 186 cm     | 1054       | 14,21 m   | 808       | 25,00 | 887   | 640 cm     | 975        | 38,60 m       | 640           | 2:26,67 | 735   | 6087        | 16.         |

* - egy másik versenyzővel azonos eredményt ért el

** - két másik versenyzővel azonos eredményt ért el

*** - három másik versenyzővel azonos eredményt ért el

## Birkózás
Kötöttfogású
| Versenyző                          | Versenyszám | Vigaszágas kiesés | Vigaszágas kiesés | Helyosztók                                              | Helyosztók        | Bronz- mérkőzés                  | Döntő             | Helyezés    |
| Versenyző                          | Versenyszám | Vigaszágas kiesés | Vigaszágas kiesés | 7. helyért                                              | 5. helyért        | Bronz- mérkőzés                  | Döntő             | Helyezés    |
| Versenyző                          | Versenyszám | Ellenfél Eredmény | Hely.             | Ellenfél Eredmény                                       | Ellenfél Eredmény | Ellenfél Eredmény                | Ellenfél Eredmény | Helyezés    |
| ---------------------------------- | ----------- | --- | ----------------- | ------------------------------------------------------- | ----------------- | -------------------------------- | ----------------- | ----------- |
| Jang Cse-csung (Yang Zhizhong)     | 48 kg       | A csoport · Bratan Cenov (BUL) · passzivitás · Majid Reza Simkhah Asil (IRI) · 16–0 · Markus Scherer (FRG) · 4–13                                           | 4.                | Kvon Dogjong (Gwon Deog-Yong) (KOR) · feladta (sérülés) |                   |                                  |                   | 7.          |
| Hu Zsi-csa (Hu Richa)              | 52 kg       | B csoport · Lamachi Elimu (KEN) · 18–2 · Shawn Sheldon (USA) · passzivitás · Roman Kierpacz (POL) · 1–3 · I Dzseszok (Lee Jae-Seok) (KOR) · passzivitás     | 5.                | kiesett                                                 | kiesett           | kiesett                          | kiesett           | helyezetlen |
| Jang Csang-ling (Yang Changling)   | 57 kg       | B csoport · Ryszard Wolny (POL) · 3–2 · Sike András (HUN) · kétvállas · Nakadome Sundzsi (JPN) · 11–8 · Rifat Yildiz (FRG) · 8–5 · Ghazi Salah (IRQ) · 10–2 | 2.                |                                                         |                   | Harálambosz Holídisz (GRE) · 1–6 |                   | 4.          |
| Hu Kuo-hung (Hu Guohong)           | 62 kg       | A csoport · az 1. fordulóban erőnyerő Ike Anderson (USA) · passzivitás · Gilles Jalabert (FRA) · 4–13                                                       | 5.                | kiesett                                                 | kiesett           | kiesett                          | kiesett           | helyezetlen |
| Csao Csien-csiang (Zhao Jianqiang) | 68 kg       | A csoport · Masoud Ghadimi (IRI) · 1–2 · Claudio Pasarelli (FRG) · 1–8                                                                                      | 13.               | kiesett                                                 | kiesett           | kiesett                          | kiesett           | helyezetlen |
| Vej Csing-kun (Wei Qingkun)        | 74 kg       | A csoport · Itó Hiromicsi (JPN) · 4–8 · Boriszlav Velicskov (BUL) · 0–4                                                                                     | 7.                | kiesett                                                 | kiesett           | kiesett                          | kiesett           | helyezetlen |

Szabadfogású
| Versenyző                          | Versenyszám | Vigaszágas kiesés                                                                                             | Vigaszágas kiesés | Helyosztók        | Helyosztók        | Bronz- mérkőzés   | Döntő             | Helyezés    |
| Versenyző                          | Versenyszám | Vigaszágas kiesés                                                                                             | Vigaszágas kiesés | 7. helyért        | 5. helyért        | Bronz- mérkőzés   | Döntő             | Helyezés    |
| Versenyző                          | Versenyszám | Ellenfél Eredmény                                                                                             | Hely.             | Ellenfél Eredmény | Ellenfél Eredmény | Ellenfél Eredmény | Ellenfél Eredmény | Helyezés    |
| ---------------------------------- | ----------- | --- | ----------------- | ----------------- | ----------------- | ----------------- | ----------------- | ----------- |
| Liang Tö-csin (Liang Dejin)        | 48 kg       | A csoport · Rajesh Kumar (IND) · 7–13 · Reiner Heugabel (FRG) · kétvállas                                     | 8.                | kiesett           | kiesett           | kiesett           | kiesett           | helyezetlen |
| Hszü Csi-hua (Xu Jihua)            | 52 kg       | B csoport · Kim Dzsongo (Kim Jong-O) (KOR) · 8–15 · Szató Micuru (JPN) · kétvállas                            | 11.               | kiesett           | kiesett           | kiesett           | kiesett           | helyezetlen |
| Csen Jung-liang (Chen Yongliang)   | 57 kg       | B csoport · Valentin Ivanov (BUL) · 1–17 · Brent Hollamby (NZL) · 14–4 · Asgari Mohammadian (IRI) · kétvállas | 9.                | kiesett           | kiesett           | kiesett           | kiesett           | helyezetlen |
| Li Hszien-csi (Li Xianji)          | 62 kg       | B csoport · Gary Bohay (CAN) · 10–15 · Selman Kaygusuz (TUR) · 5–13                                           | 8.                | kiesett           | kiesett           | kiesett           | kiesett           | helyezetlen |
| Hao Hua-sze-ha-la-tu (Ho Bisgaltu) | 68 kg       | A csoport · Jeórjiosz Athanasziádisz (GRE) · 0–15 · Angel Jaszenov (BUL) · 3–12                               | 10.               | kiesett           | kiesett           | kiesett           | kiesett           | helyezetlen |

## Cselgáncs
| Versenyző                         | Versenyszám  | Csoport | Selejtező                        | 32-es főtábla                               | Nyolcaddöntő                               | Negyeddöntő                         | Elődöntő          | Vigaszág nyolcaddöntő | Vigaszág negyeddöntő | Vigaszág elődöntő | Bronz- mérkőzés   | Döntő             | Helyezés |
| Versenyző                         | Versenyszám  | Csoport | Ellenfél Eredmény                | Ellenfél Eredmény                           | Ellenfél Eredmény                          | Ellenfél Eredmény                   | Ellenfél Eredmény | Ellenfél Eredmény     | Ellenfél Eredmény    | Ellenfél Eredmény | Ellenfél Eredmény | Ellenfél Eredmény | Helyezés |
| --------------------------------- | ------------ | ------- | -------------------------------- | ------------------------------------------- | ------------------------------------------ | ----------------------------------- | ----------------- | --------------------- | -------------------- | ----------------- | ----------------- | ----------------- | -------- |
| Csang Kuo-csün (Zhang Guojun)     | Légsúly      | B       | Jerry Dino (PHI) · 1000–0000     | Badrakhyn Nyamjav (MGL) · 0000 (bírói)–0000 | Renato Santos (POR) · 0000 (bírói)–0000    | Hoszokava Sindzsi (JPN) · 0000–1000 | kiesett           |                       |                      |                   |                   |                   | 12.      |
| Hsziung Feng-san (Xiong Fengshan) | Könnyűsúly   | B       | Jason Trevisan (MLT) · 1010–0000 | Stewart Brain (AUS) · 0020–0110             | kiesett                                    | kiesett                             | kiesett           |                       |                      |                   |                   |                   | 19.      |
| Liu Csün-lin (Liu Junlin)         | Középsúly    | B       | erőnyerő                         | James Waithe (BAR) · 1001–0000              | Charles Griffith (VEN) · 0000 (bírói)–0000 | Ószako Akinobu (JPN) · 0000–1101    | kiesett           |                       |                      |                   |                   |                   | 11.      |
| Liu An-paj (Liu Anpai)            | Félnehézsúly | A       |                                  | Theo Meijer (NED) · 0000–1010               | kiesett                                    | kiesett                             | kiesett           |                       |                      |                   |                   |                   | 18.      |
| Hszü Kuo-csing (Xu Guoqing)       | Nehézsúly    | B       |                                  | Juha Salonen (FIN) · 0001–0010              | kiesett                                    | kiesett                             | kiesett           |                       |                      |                   |                   |                   | 19.      |

* - Az A csoportban szereplő, eredetileg bronzérmes brit Kerrith Brownt utólag kizárták, ezért Hsziung Feng-san (Xiong Fengshan) a 20. helyett a 19. helyen végzett.

## Evezés
Női
| Versenyző | Versenyszám      | Előfutam | Előfutam | Vigaszág | Vigaszág | Döntő | Döntő   | Döntő | Helyezés |
| Versenyző | Versenyszám      | Idő      | Hely.    | Idő      | Hely.    | Típus | Idő     | Hely. | Helyezés |
| --- | ---------------- | -------- | -------- | -------- | -------- | ----- | ------- | ----- | -------- |
| Kuo Mej (Guo Mei) Cao Mien-jing (Cao Mianying) | Kétpárevezős     | 7:39,20  | 3.       | 7:32,39  | 2.       | A     | 7:18,69 | 5.    | 5.       |
| Csang Hsziang-hua (Zhang Xianghua) Hu Ja-tung (Hu Yadong) Jang Hsziao (Yang Xiao) Csou Sou-jing (Zhou Shouying) Li Zsung-hua (Li Ronghua) | Kormányos négyes | 7:17,15  | 3.       | 7:23,80  | 1.       | A     | 6:58,78 | 2.    |          |
| Han Ja-csin (Han Yaqin) Ho Jen-ven (He Yanwen) Hu Ja-tung (Hu Yadong) Jang Hsziao (Yang Xiao) Csang Hsziang-hua (Zhang Xianghua) Csang Ja-li (Zhang Yali) Csou Sou-jing (Zhou Shouying) Csou Hsziu-hua (Zhou Xiuhua) Li Zsung-hua (Li Ronghua) | Nyolcas          | 6:23,33  | 2.       | 6:08,64  | 3.       | A     | 6:21,83 | 3.    |          |

## Íjászat
Férfi
| Versenyző                                                                              | Versenyszám | Selejtező | Selejtező | Nyolcaddöntő | Nyolcaddöntő | Negyeddöntő | Negyeddöntő | Elődöntő | Elődöntő | Döntő   | Döntő    |
| Versenyző                                                                              | Versenyszám | Pont      | Hely.     | Pont         | Hely.        | Pont        | Hely.       | Pont     | Hely.    | Pont    | Helyezés |
| -------------------------------------------------------------------------------------- | ----------- | --------- | --------- | ------------ | ------------ | ----------- | ----------- | -------- | -------- | ------- | -------- |
| Tuo-csi Csiu-jün (Duoji Qiuyun)                                                        | Egyéni      | 1220      | 46.       | kiesett      | kiesett      | kiesett     | kiesett     | kiesett  | kiesett  | kiesett | kiesett  |
| Liang Csiu-csung (Liang Qiuzhong)                                                      | Egyéni      | 1220      | 47.       | kiesett      | kiesett      | kiesett     | kiesett     | kiesett  | kiesett  | kiesett | kiesett  |
| Zsu Kuang (Ru Guang)                                                                   | Egyéni      | 1204      | 55.       | kiesett      | kiesett      | kiesett     | kiesett     | kiesett  | kiesett  | kiesett | kiesett  |
| Tuo-csi Csiu-jün (Duoji Qiuyun) Liang Csiu-csung (Liang Qiuzhong) Zsu Kuang (Ru Guang) | Csapat      | 3644      | 19.       |              |              |             |             | kiesett  | kiesett  | kiesett | kiesett  |

Női
| Versenyző                                                                       | Versenyszám | Selejtező | Selejtező | Nyolcaddöntő | Nyolcaddöntő | Negyeddöntő | Negyeddöntő | Elődöntő | Elődöntő | Döntő   | Döntő    |
| Versenyző                                                                       | Versenyszám | Pont      | Hely.     | Pont         | Hely.        | Pont        | Hely.       | Pont     | Hely.    | Pont    | Helyezés |
| ------------------------------------------------------------------------------- | ----------- | --------- | --------- | ------------ | ------------ | ----------- | ----------- | -------- | -------- | ------- | -------- |
| Ma Hsziang-csün (Ma Xiangjun)                                                   | Egyéni      | 1233      | 21.       | 322          | 4.           | 318         | 10.         | 309      | 11.      | kiesett | kiesett  |
| Ma Sao-zsung (Ma Shaorong)                                                      | Egyéni      | 1233      | 22.       | 298          | 22.          | kiesett     | kiesett     | kiesett  | kiesett  | kiesett | kiesett  |
| Jao Ja-ven (Yao Yawen)                                                          | Egyéni      | 1217      | 35.       | kiesett      | kiesett      | kiesett     | kiesett     | kiesett  | kiesett  | kiesett | kiesett  |
| Ma Sao-zsung (Ma Shaorong) Ma Hsziang-csün (Ma Xiangjun) Jao Ja-ven (Yao Yawen) | Csapat      | 3683      | 8.        |              |              |             |             | 948      | 9.       | kiesett | kiesett  |

## Kajak-kenu
Férfi
| Versenyző                                      | Versenyszám         | Előfutam | Előfutam | Előfutam | Vigaszág | Vigaszág | Vigaszág | Elődöntő | Elődöntő | Elődöntő | Döntő   | Döntő    |
| Versenyző                                      | Versenyszám         | Idő      | Hely.    | Össz.    | Idő      | Hely.    | Össz.    | Idő      | Hely.    | Össz.    | Idő     | Helyezés |
| ---------------------------------------------- | ------------------- | -------- | -------- | -------- | -------- | -------- | -------- | -------- | -------- | -------- | ------- | -------- |
| Hszüe Ping (Xue Bing) Ma Fu-liang (Ma Fuliang) | Kajak kettes 500 m  | 1:41,10  | 7.       | 17.      | 1:43,17  | 5.       | 9.       | kiesett  | kiesett  | kiesett  | kiesett | kiesett  |
| Hszüe Ping (Xue Bing) Ma Fu-liang (Ma Fuliang) | Kajak kettes 1000 m | 3:31,24  | 4.       | 12.      | 3:39,56  | 3.       | 9.       | 3:42,91  | 5.       | 15.      | kiesett | kiesett  |
| Kuo Ta-en (Guo Daen) Ko Hua (Ke Hua)           | Kenu kettes 500 m   | 1:56,02  | 4.       | 16.      | 1:53,69  | 4.       | 6.       | kiesett  | kiesett  | kiesett  | kiesett | kiesett  |
| Kuo Ta-en (Guo Daen) Ko Hua (Ke Hua)           | Kenu kettes 1000 m  | 4:15,50  | 6.       | 15.      | 4:06,86  | 1.       | 1.       | 4:06,49  | 4.       | 14.      | kiesett | kiesett  |

## Kerékpározás

### Országúti kerékpározás
Férfi
| Versenyző                                                                                                | Versenyszám     | Idő                  | Helyezés      |
| --- | --------------- | -------------------- | ------------- |
| Tang Hszüe-csung (Tang Xuezhong)                                                                         | Mezőnyverseny   | 4:32:56 (+0:34)      | 44.           |
| Liu Hung (Liu Hong)                                                                                      | Mezőnyverseny   | 4:32:56 (+0:34)      | 53.           |
| Caj Jing-csüan (Cai Yingquan)                                                                            | Mezőnyverseny   | nem ért célba        | nem ért célba |
| Kuo Lung-csen (Guo Longchen) Liu Hung (Liu Hong) Tang Hszüe-csung (Tang Xuezhong) Vu Vej-pej (Wu Weipei) | Csapat időfutam | 2:06:22,5 (+08:34,8) | 17.           |

Női
| Versenyző                    | Versenyszám   | Idő             | Helyezés |
| ---------------------------- | ------------- | --------------- | -------- |
| Lu Szu-jen (Lu Suyan)        | Mezőnyverseny | 2:00:52 (+0:00) | 24.      |
| Jen Jin-hua (Yan Yinhua)     | Mezőnyverseny | 2:00:52 (+0:00) | 33.      |
| Csen Vej-hsziu (Chen Weixiu) | Mezőnyverseny | 2:01:50 (+0:58) | 47.      |

### Pálya-kerékpározás
Sprintversenyek
| Versenyző                   | Versenyszám | Selejtező | Selejtező | 1. forduló                                                     | 1. forduló | Vigaszág                        | Vigaszág | Negyeddöntő                                  | 5–8. helyért                                                                              | 5–8. helyért | Elődöntő             | Döntő                | Helyezés |
| Versenyző                   | Versenyszám | Idő       | Hely.     | Ellenfelek Győztes idő                                         | Hely.      | Ellenfél Győztes idő            | Hely.    | Ellenfél Győztes idő                         | Ellenfelek Győztes idő                                                                    | Hely.        | Ellenfél Győztes idő | Ellenfél Győztes idő | Helyezés |
| --------------------------- | ----------- | --------- | --------- | -------------------------------------------------------------- | ---------- | ------------------------------- | -------- | -------------------------------------------- | ----------------------------------------------------------------------------------------- | ------------ | -------------------- | -------------------- | -------- |
| Csou Szu-jing (Zhou Suying) | Női egyéni  | 12,477    | 11.       | Christa Rothenburger-Luding (GDR) · Louise Jones (GBR) · 12,24 | 2.         | Elisabetta Fanton (ITA) · 12,65 | 1.       | Connie Paraskevin-Young (USA) · 12,85; 12,94 | Julie Speight (AUS) · Louise Jones (GBR) · Jang Hsziu-csen (Yang Hsiu-Chen) (TPE) · 12,56 | 2.           |                      |                      | 6.       |

## Kézilabda

### Női
| Kínai női kézilabdacsapat-játékoskeret | Kínai női kézilabdacsapat-játékoskeret |
| --- | --- |
| - Csen Csen (Chen Zhen) - Taj Csien-fen (Dai Jianfen) - Ho Csien-ping (He Jianping) - Li Csie (Li Jie) - Li Li-zsung (Li Lirong) - Lu Kuang-hung (Lu Guanghong) | - Szun Hsziu-lan (Sun Xiulan) - Vang Ming-hszing (Wang Mingxing) - Vang Tao (Wang Tao) - Hszüe Csin-hua (Xue Jinhua) - Csang Hung (Zhang Hong) - Csang Vej-hung (Zhang Weihong) |

#### Eredmények
Csoportkör
B csoport
| Csapat                 | M | Gy | D | V | G+ | G–  | Gk  | P |
| ---------------------- | - | -- | - | - | -- | --- | --- | - |
| Szovjetunió (URS)      | 3 | 2  | 1 | 0 | 75 | 49  | +26 | 5 |
| Norvégia (NOR)         | 3 | 2  | 1 | 0 | 75 | 53  | +22 | 5 |
| Kína (CHN)             | 3 | 1  | 0 | 2 | 76 | 58  | +18 | 2 |
| Elefántcsontpart (CIV) | 3 | 0  | 0 | 3 | 37 | 103 | –66 | 0 |

| 1988. szeptember 21. 11:30 | Szovjetunió (URS) | 24–19 | Kína (CHN) |  |
| 1988. szeptember 21. 11:30 | (12–9)            |       |            |  |
| 1988. szeptember 21. 11:30 |                   |       |            |  |

| 1988. szeptember 23. 15:30 | Norvégia (NOR) | 22–20 | Kína (CHN) |  |
| 1988. szeptember 23. 15:30 | (12–10)        |       |            |  |
| 1988. szeptember 23. 15:30 |                |       |            |  |

| 1988. szeptember 25. 15:30 | Kína (CHN) | 37–12 | Elefántcsontpart (CIV) |  |
| 1988. szeptember 25. 15:30 | (20–4)     |       |                        |  |
| 1988. szeptember 25. 15:30 |            |       |                        |  |

Az 5–8. helyért
| Csapat                 | M | Gy | D | V | G+ | G– | Gk  | P |
| ---------------------- | - | -- | - | - | -- | -- | --- | - |
| Csehszlovákia (TCH)    | 3 | 3  | 0 | 0 | 93 | 52 | +41 | 6 |
| Kína (CHN)             | 3 | 2  | 0 | 1 | 89 | 60 | +29 | 4 |
| Egyesült Államok (USA) | 3 | 1  | 0 | 2 | 68 | 80 | –12 | 2 |
| Elefántcsontpart (CIV) | 3 | 0  | 0 | 3 | 40 | 98 | –58 | 0 |

| 1988. szeptember 27. 10:00 | Kína (CHN) | 31–22 | Egyesült Államok (USA) |  |
| 1988. szeptember 27. 10:00 | (12–13)    |       |                        |  |
| 1988. szeptember 27. 10:00 |            |       |                        |  |

| 1988. szeptember 29. 14:00 | Kína (CHN) | 21–26 | Csehszlovákia (TCH) |  |
| 1988. szeptember 29. 14:00 | (10–9)     |       |                     |  |
| 1988. szeptember 29. 14:00 |            |       |                     |  |

| Csapat     | Helyezés |
| ---------- | -------- |
| Kína (CHN) | 6.       |

## Kosárlabda

### Férfi
| Kínai férfi kosárlabdacsapat-játékoskeret | Kínai férfi kosárlabdacsapat-játékoskeret |
| --- | --- |
| - Kung Lu-ming (Gong Luming) - Huang Jün-lung (Huang Yunlong) - Li Ja-kuang (Li Yaguang) - Sa Kuo-li (Sha Guoli) - Szung Li-kang (Song Ligang) - Szun Feng-vu (Sun Fengwu) | - Vang Fej (Wang Fei) - Vang Li-pin (Wang Libin) - Hszü Hsziao-liang (Xu Xiaoliang) - Csang Pin (Zhang Bin) - Csang Hszüe-lej (Zhang Xuelei) - Csang Jung-csün (Zhang Yongjun) |

#### Eredmények
Csoportkör
B csoport
| Csapat                 | M | Gy | V | P+  | P–  | Pk   |
| ---------------------- | - | -- | - | --- | --- | ---- |
| Egyesült Államok (USA) | 5 | 5  | 0 | 485 | 302 | +183 |
| Spanyolország (ESP)    | 5 | 4  | 1 | 484 | 435 | +49  |
| Brazília (BRA)         | 5 | 3  | 2 | 590 | 522 | +68  |
| Kanada (CAN)           | 5 | 2  | 3 | 479 | 455 | +24  |
| Kína (CHN)             | 5 | 1  | 4 | 431 | 527 | –96  |
| Egyiptom (EGY)         | 5 | 0  | 5 | 338 | 566 | –228 |

| 1988. szeptember 17. | Kína (CHN) | 96–84 | Egyiptom (EGY) |  |
| 1988. szeptember 17. | (47–43)    |       |                |  |

| 1988. szeptember 20. | Brazília (BRA) | 130–108 | Kína (CHN) |  |
| 1988. szeptember 20. | (72–61)        |         |            |  |

| 1988. szeptember 21. | Kína (CHN) | 74–106 | Spanyolország (ESP) |  |
| 1988. szeptember 21. | (43–59)    |        |                     |  |

| 1988. szeptember 23. | Kína (CHN) | 57–108 | Egyesült Államok (USA) |  |
| 1988. szeptember 23. | (26–59)    |        |                        |  |

| 1988. szeptember 24. | Kanada (CAN) | 99–96 | Kína (CHN) |  |
| 1988. szeptember 24. | (56–52)      |       |            |  |

A 9–12. helyért
| 1988. szeptember 26. | Kína (CHN) | 90–93 | Dél-Korea (KOR) |  |
| 1988. szeptember 26. | (48–47)    |       |                 |  |

A 11. helyért
| 1988. szeptember 29. | Kína (CHN) | 97–75 | Egyiptom (EGY) |  |
| 1988. szeptember 29. | (56–42)    |       |                |  |

| Csapat     | Helyezés |
| ---------- | -------- |
| Kína (CHN) | 11.      |

### Női
| Kínai női kosárlabdacsapat-játékoskeret | Kínai női kosárlabdacsapat-játékoskeret                                                                                          |
| --- | --- |
| - Cung hszüe-ti (Cong Xuedi) - Han Csing-ling (Han Qingling) - Li Hsziao-csin (Li Xiaoqin) - Ling Kuang (Ling Guang) - Liu Csing (Liu Qing) | - Peng Ping - Hszü Hsziang-mej (Xu Xiangmei) - Hszüe Cuj-lan (Xue Cuilan) - Csao Vej (Zhao Wei) - Cseng Haj-hszia (Zheng Haixia) |

#### Eredmények
Csoportkör
B csoport
| Csapat                 | M | Gy | V | P+  | P–  | Pk  | P |
| ---------------------- | - | -- | - | --- | --- | --- | - |
| Egyesült Államok (USA) | 3 | 3  | 0 | 282 | 234 | +48 | 6 |
| Jugoszlávia (YUG)      | 3 | 2  | 1 | 199 | 211 | –12 | 5 |
| Kína (CHN)             | 3 | 1  | 2 | 200 | 214 | –14 | 4 |
| Csehszlovákia (TCH)    | 3 | 0  | 3 | 202 | 224 | –22 | 3 |

| 1988. szeptember 19. | Kína (CHN) | 53–56 | Jugoszlávia (YUG) |  |
| 1988. szeptember 19. | (32–35)    |       |                   |  |

| 1988. szeptember 22. | Kína (CHN) | 68–64 | Csehszlovákia (TCH) |  |
| 1988. szeptember 22. | (36–36)    |       |                     |  |

| 1988. szeptember 25. | Kína (CHN) | 79–94 | Egyesült Államok (USA) |  |
| 1988. szeptember 25. | (37–46)    |       |                        |  |

Az 5. helyért
| 1988. szeptember 29. | Bulgária (BUL) | 102–74 | Kína (CHN) |  |
| 1988. szeptember 29. | (53–19)        |        |            |  |

| Csapat     | Helyezés |
| ---------- | -------- |
| Kína (CHN) | 6.       |

## Labdarúgás
| Kínai férfi labdarúgócsapat-játékoskeret | Kínai férfi labdarúgócsapat-játékoskeret |
| --- | --- |
| - Tuan Csü (Duan Ju) - Kao Seng (Gao Sheng) - Kuo Ji-csün (Guo Yijun) - Csia Hsziu-csüan (Jia Xiuquan) - Li Huj (Li Hui) - Liu Haj-kuang (Liu Haiguang) - Maj Csao (Mai Chao) | - Ma Lin - Tang Jao-tung (Tang Yaodong) - Vang Pao-san (Wang Baoshan) - Hszie Jü-hszin (Xie Yuxin) - Csang Huj-kang (Zhang Huikang) - Csang Hsziao-ven (Zhang Xiaowen) - Csu Po (Zhu Bo) |

### Eredmények
Csoportkör
A csoport
| Csapat           | M | Gy | D | V | Rg | Kg | Gk | P |
| ---------------- | - | -- | - | - | -- | -- | -- | - |
| Svédország (SWE) | 3 | 2  | 1 | 0 | 6  | 3  | +3 | 5 |
| NSZK (FRG)       | 3 | 2  | 0 | 1 | 8  | 3  | +5 | 4 |
| Tunézia (TUN)    | 3 | 0  | 2 | 1 | 3  | 6  | –3 | 2 |
| Kína (CHN)       | 3 | 0  | 1 | 2 | 0  | 5  | –5 | 1 |

| 1988. szeptember 17. 17:00 (UTC+9) |

| Kína (CHN) | 0–3               | NSZK (FRG)              |
| ---------- | ----------------- | ----------------------- |
|            | (0–1) Jegyzőkönyv | Wuttke 31' Mill 60' 89' |

| Goodeok Stadium, Puszan Nézőszám: 24 000 Játékvezető: Juan Cardellino de San Vicente (uruguayi) |

| 1988. szeptember 19. 19:00 (UTC+9) |

| Svédország (SWE)       | 2–0               | Kína (CHN) |
| ---------------------- | ----------------- | ---------- |
| Lonn 19' Hellstrom 42' | (2–0) Jegyzőkönyv |            |

| Daegu Civic Stadium, Tegu Nézőszám: 17 000 Játékvezető: Badara Sène (szenegáli) |

| 1988. szeptember 21. 17:00 (UTC+9) |

| Tunézia (TUN) | 0–0         | Kína (CHN) |
| ------------- | ----------- | ---------- |
|               | Jegyzőkönyv |            |

| Goodeok Stadium, Puszan Nézőszám: 17 000 Játékvezető: Lennox Sirjuesingh (Trinidad és Tobagó-i) |

| Csapat     | Helyezés |
| ---------- | -------- |
| Kína (CHN) | 13.      |

## Műugrás
Férfi
| Versenyző                    | Versenyszám        | Selejtező | Selejtező | Döntő  | Döntő    |
| Versenyző                    | Versenyszám        | Pont      | Helyezés  | Pont   | Helyezés |
| ---------------------------- | ------------------ | --------- | --------- | ------ | -------- |
| Tan Liang-tö (Tan Liangde)   | Egyéni műugrás     | 682,65    | 1.        | 704,88 |          |
| Li Tö-liang (Li Deliang)     | Egyéni műugrás     | 607,77    | 4.        | 665,28 |          |
| Hsziung Ni (Xiong Ni)        | Egyéni toronyugrás | 601,50    | 2.        | 637,47 |          |
| Li Kung-cseng (Li Kongzheng) | Egyéni toronyugrás | 578,31    | 3.        | 543,81 | 6.       |

Női
| Versenyző                      | Versenyszám        | Selejtező | Selejtező | Döntő  | Döntő    |
| Versenyző                      | Versenyszám        | Pont      | Helyezés  | Pont   | Helyezés |
| ------------------------------ | ------------------ | --------- | --------- | ------ | -------- |
| Kao Min (Gao Min)              | Egyéni műugrás     | 539,67    | 1.        | 580,23 |          |
| Li Csing (Li Qing)             | Egyéni műugrás     | 501,39    | 2.        | 534,33 |          |
| Hszü Jen-mej (Xu Yanmei)       | Egyéni toronyugrás | 426,27    | 3.        | 445,20 |          |
| Csen Hsziao-tan (Chen Xiaodan) | Egyéni toronyugrás | 456,45    | 1.        | 384,15 | 5.       |

## Ökölvívás
| Versenyző                    | Versenyszám | Selejtező         | 32-es főtábla            | Nyolcaddöntő              | Negyeddöntő                | Elődöntő          | Döntő             | Helyezés |
| Versenyző                    | Versenyszám | Ellenfél Eredmény | Ellenfél Eredmény        | Ellenfél Eredmény         | Ellenfél Eredmény          | Ellenfél Eredmény | Ellenfél Eredmény | Helyezés |
| ---------------------------- | ----------- | ----------------- | ------------------------ | ------------------------- | -------------------------- | ----------------- | ----------------- | -------- |
| Vang Vej-ping (Wang Weiping) | Légsúly     | erőnyerő          | Andreas Tews (GDR) · 0:5 | kiesett                   | kiesett                    | kiesett           | kiesett           | 17.      |
| Liu Tung (Liu Dong)          | Pehelysúly  | erőnyerő          | John Francis (IND) · 3:2 | Serge Bouemba (GAB) · 5:0 | Abdel Hak Achik (MAR) · KO | kiesett           | kiesett           | 5.       |

## Öttusa
| Versenyző             | Versenyszám | Lovaglás | Lovaglás | Lovaglás | Vívás    | Vívás | Vívás | Úszás   | Úszás | Úszás | Lövészet | Lövészet | Lövészet | Futás    | Futás | Futás | Összesen    | Összesen |
| Versenyző             | Versenyszám | Idő      | Pont     | Hely.    | Pontszám | Pont  | Hely. | Idő     | Pont  | Hely. | Eredmény | Pont     | Hely.    | Idő      | Pont  | Hely. | Összes pont | Helyezés |
| --------------------- | ----------- | -------- | -------- | -------- | -------- | ----- | ----- | ------- | ----- | ----- | -------- | -------- | -------- | -------- | ----- | ----- | ----------- | -------- |
| Csang Pin (Zhang Bin) | Egyéni      | 3:19,71  | 706      | 55.      | 31–33    | 762   | 30.   | 3:44,14 | 1080  | 58.   | 189      | 890      | 34.      | 16:14,29 | 643   | 62.   | 4081        | 58.      |

## Röplabda

### Női
| Kínai női röplabdacsapat-játékoskeret                                                                                                   | Kínai női röplabdacsapat-játékoskeret |
| --- | --- |
| - Li Kuo-csün (Li Guojun) - Hou Jü-csu (Hou Yuzhu) - Jang Hszi-lan (Yang Xilan) - Szu Huj-csüan (Su Huijuan) - Csiang Jing (Jiang Ying) | - Cuj Jung-mej (Cui Yongmei) - Jang Hsziao (Yang Xiao)jun - Cseng Mej-csu (Zheng Meizhu) - Vu Tan (Wu Dan) - Li Jüe-ming (Li Yueming) - Vang Ja-csün (Wang Yajun) |

#### Eredmények
Csoportkör
B csoport
|                        |      | Mérkőzések | Mérkőzések | Szettek | Szettek | Szettek | Pontok | Pontok | Pontok |
| Csapat                 | Pont | Gy         | V          | Sz+     | Sz–     | SzA     | P+     | P–     | PA     |
| ---------------------- | ---- | ---------- | ---------- | ------- | ------- | ------- | ------ | ------ | ------ |
| Peru (PER)             | 6    | 3          | 0          | 9       | 4       | 2,250   | 177    | 142    | 1,246  |
| Kína (CHN)             | 5    | 2          | 1          | 8       | 4       | 2,000   | 161    | 132    | 1,220  |
| Egyesült Államok (USA) | 4    | 1          | 2          | 5       | 8       | 0,625   | 140    | 167    | 0,838  |
| Brazília (BRA)         | 3    | 0          | 3          | 3       | 9       | 0,333   | 126    | 163    | 0,773  |

| 1988. szeptember 20. | Kína (CHN)         | 3–0 | Egyesült Államok (USA) |  |
| 1988. szeptember 20. | (15–9, 15–5, 15–7) |     |                        |  |

| 1988. szeptember 23. | Kína (CHN)                         | 2–3 | Peru (PER) |  |
| 1988. szeptember 23. | (15–13, 13–15, 15–7, 12–15, 14–16) |     |            |  |

| 1988. szeptember 25. | Kína (CHN)                 | 3–1 | Brazília (BRA) |  |
| 1988. szeptember 25. | (2–15, 15–7, 15–12, 15–11) |     |                |  |

Elődöntők
| 1988. szeptember 27. 20:30 | Szovjetunió (URS)  | 3–0 | Kína (CHN) |  |
| 1988. szeptember 27. 20:30 | (15–0, 15–9, 15–2) |     |            |  |

Bronzmérkőzés
| 1988. szeptember 29. 18:00 | Kína (CHN)          | 3–0 | Japán (JPN) |  |
| 1988. szeptember 29. 18:00 | (15–13, 15–6, 15–6) |     |             |  |

| Csapat     | Helyezés |
| ---------- | -------- |
| Kína (CHN) |          |

## Sportlövészet
Férfi
| Versenyző                        | Versenyszám           | Selejtező | Selejtező | Döntő   | Döntő    |
| Versenyző                        | Versenyszám           | Pont      | Helyezés  | Pont    | Helyezés |
| -------------------------------- | --------------------- | --------- | --------- | ------- | -------- |
| Hszü Haj-feng (Xu Haifeng)       | Légpisztoly           | 584       | 4.        | 566     |          |
| Hszü Haj-feng (Xu Haifeng)       | Szabadpisztoly        | 554       | 23.       | kiesett | kiesett  |
| Vang Ji-fu (Wang Yifu)           | Légpisztoly           | 578       | 15.       | kiesett | kiesett  |
| Vang Ji-fu (Wang Yifu)           | Szabadpisztoly        | 563       | 6.        | 651     | 8.       |
| Meng Kang (Meng Gang)            | Gyorstüzelő pisztoly  | 591       | 11.       | kiesett | kiesett  |
| Li Csung-csi (Li Zhongqi)        | Gyorstüzelő pisztoly  | 589       | 16.       | kiesett | kiesett  |
| Csang Jing-csou (Zhang Yingzhou) | Légpuska              | 588       | 14.       | kiesett | kiesett  |
| Csang Jing-csou (Zhang Yingzhou) | Sportpuska, összetett | 1172      | 9.        | kiesett | kiesett  |
| Csiang Zsung (Jiang Rong)        | Sportpuska, fekvő     | 595       | 15.       | kiesett | kiesett  |
| Hszü Hsziao-kuang (Xu Xiaoguang) | Sportpuska, fekvő     | 597       | 5.        | 700,6   | 6.       |
| Hszü Hsziao-kuang (Xu Xiaoguang) | Légpuska              | 583       | 29.       | kiesett | kiesett  |
| Hszü Hsziao-kuang (Xu Xiaoguang) | Sportpuska, összetett | 1164      | 25.       | kiesett | kiesett  |
| Huang Si-ping (Huang Shiping)    | Futócéllövészet       | 589       | 3.        | 687     |          |
| Csi Kang (Ji Gang)               | Futócéllövészet       | 586       | 10.       | kiesett | kiesett  |

Nyílt
| Versenyző                      | Versenyszám | Selejtező | Selejtező | Döntő               | Döntő    |
| Versenyző                      | Versenyszám | Pont      | Helyezés  | Pont                | Helyezés |
| ------------------------------ | ----------- | --------- | --------- | ------------------- | -------- |
| Kao O (Gao E)                  | Trap        | 137       | 40.       | kiesett             | kiesett  |
| Csang Ping (Zhang Bing)        | Trap        | 135       | 43.       | kiesett             | kiesett  |
| Csang Vej-kang (Zhang Weigang) | Skeet       | 196       | 4.        | 219 (szétlövés: 24) | 5.       |
| Vu Lan-jing (Wu Lanying)       | Skeet       | 195       | 13.       | kiesett             | kiesett  |
| Vang Csung-hua (Wang Zhonghua) | Skeet       | 144       | 27.       | kiesett             | kiesett  |

Női
| Versenyző                       | Versenyszám           | Selejtező | Selejtező | Döntő   | Döntő    |
| Versenyző                       | Versenyszám           | Pont      | Helyezés  | Pont    | Helyezés |
| ------------------------------- | --------------------- | --------- | --------- | ------- | -------- |
| Liu Haj-jing (Liu Haiying)      | Légpisztoly           | 380       | 7.        | 476,9   | 6.       |
| Ven Cse-fang (Wen Zhifang)      | Légpisztoly           | 377       | 16.       | kiesett | kiesett  |
| Ven Cse-fang (Wen Zhifang)      | Sportpisztoly         | 583       | 9.        | kiesett | kiesett  |
| Csi Csun-hszia (Qi Chunxia)     | Sportpisztoly         | 579       | 22.       | kiesett | kiesett  |
| Li Tan (Li Dan)                 | Légpuska              | 390       | 15.       | kiesett | kiesett  |
| Csang Csiu-ping (Zhang Qiuping) | Légpuska              | 395       | 1.        | 494,7   | 4.       |
| Csang Csiu-ping (Zhang Qiuping) | Sportpuska, összetett | 579       | 13.       | kiesett | kiesett  |
| Csou Tan-hung (Zhou Danhong)    | Sportpuska, összetett | 576       | 20.       | kiesett | kiesett  |

## Súlyemelés
| Versenyző                      | Versenyszám | Szakítás | Szakítás | Lökés                    | Lökés                    | Összesen | Helyezés |
| Versenyző                      | Versenyszám | Eredmény | Helyezés | Eredmény                 | Helyezés                 | Összesen | Helyezés |
| ------------------------------ | ----------- | -------- | -------- | ------------------------ | ------------------------ | -------- | -------- |
| Ho Csuo-csiang (He Zhuoqiang)  | 52 kg       | 112,5    | 3.       | 145,0                    | 3.                       | 257,5    |          |
| Csang Sou-lie (Zhang Shoulie)  | 52 kg       | 115,0    | 2.       | 142,5                    | 4.                       | 257,5    | 4.       |
| Ho Jing-csiang (He Yingqiang)  | 56 kg       | 125,0    | 3.       | 162,5                    | 2.                       | 287,5    |          |
| Liu Sou-pin (Liu Shoubin)      | 56 kg       | 127,5    | 1.       | 140,0                    | 6.                       | 267,5    |          |
| Je Huan-ming (Ye Huanming)     | 60 kg       | 127,5    | 3.       | 160,0                    | 3.                       | 287,5    |          |
| Vang Caj-hszi (Wang Caixi)     | 60 kg       | 125,0    | 5.       | érvényes kísérlet nélkül | érvényes kísérlet nélkül | kiesett  | kiesett  |
| Li Csin-ho (Li Jinhe)          | 67,5 kg     | 147,5    | 3.       | 177,5                    | 3.                       | 325,0    |          |
| Hsziao Ming-lin (Xiao Minglin) | 67,5 kg     | 132,5    | 9.       | 172,5                    | 4.                       | 305,0    | 6.       |
| Caj Jen-su (Cai Yanshu)        | 75 kg       | 157,5    | 3.       | 190,0                    | 5.                       | 347,5    | 4.       |
| Ma Ven-csu (Ma Wenzhu)         | 75 kg       | 150,0    | 8.       | érvényes kísérlet nélkül | érvényes kísérlet nélkül | kiesett  | kiesett  |

## Szinkronúszás
| Versenyző                | Versenyszám | Selejtező           | Selejtező           | Selejtező       | Selejtező  | Selejtező  | Döntő           | Döntő      | Döntő      |
| Versenyző                | Versenyszám | Technikai gyakorlat | Technikai gyakorlat | Zenés gyakorlat | Összesítés | Összesítés | Zenés gyakorlat | Összesítés | Összesítés |
| Versenyző                | Versenyszám | Pont                | Hely.               | Pont            | Pont       | Hely.      | Pont            | Pont       | Helyezés   |
| ------------------------ | ----------- | ------------------- | ------------------- | --------------- | ---------- | ---------- | --------------- | ---------- | ---------- |
| Csang Jing (Zhang Ying)  | Egyéni      | 81,150              | 34.                 | 89,60           | 170,750    | 11.        | kiesett         | kiesett    | kiesett    |
| Lo Hszi (Luo Xi)         | Egyéni      | 81,883              | 33.                 | kiesett         | kiesett    | kiesett    | kiesett         | kiesett    | kiesett    |
| Tan Min                  | Egyéni      | 83,600              | 28.                 | kiesett         | kiesett    | kiesett    | kiesett         | kiesett    | kiesett    |
| Tan Min Lo Hszi (Luo Xi) | Páros       | 82,742              | 11.                 | 91,00           | 173,742    | 9.         | kiesett         | kiesett    | kiesett    |

## Tenisz
Férfi
| Versenyző                                     | Versenyszám | 32-es főtábla                                                        | Nyolcaddöntő      | Negyeddöntő       | Elődöntő          | Döntő             | Helyezés |
| Versenyző                                     | Versenyszám | Ellenfél Eredmény                                                    | Ellenfél Eredmény | Ellenfél Eredmény | Ellenfél Eredmény | Ellenfél Eredmény | Helyezés |
| --------------------------------------------- | ----------- | -------------------------------------------------------------------- | ----------------- | ----------------- | ----------------- | ----------------- | -------- |
| Liu Su-hua (Liu Shuhua) Ma Ko-csin (Ma Keqin) | Páros       | Csehszlovákia (TCH) · Miloslav Mečíř · Milan Šrejber · 5–7, 1–6, 4–6 | kiesett           | kiesett           | kiesett           | kiesett           | 17.      |

## Torna
Férfi
| Versenyző | Versenyszám      | Selejtező | Selejtező | Döntő    | Döntő    |
| Versenyző | Versenyszám      | Pontszám  | Helyezés  | Pontszám | Helyezés |
| --- | ---------------- | --------- | --------- | -------- | -------- |
| Vang Csung-seng (Wang Chongsheng) | Talaj            | 19,50     | 25.       | kiesett  | kiesett  |
| Vang Csung-seng (Wang Chongsheng) | Ugrás            | 19,50     | 15.       | kiesett  | kiesett  |
| Vang Csung-seng (Wang Chongsheng) | Korlát           | 19,30     | 50.       | kiesett  | kiesett  |
| Vang Csung-seng (Wang Chongsheng) | Nyújtó           | 19,75     | 3.        | 9,875    | 5.       |
| Vang Csung-seng (Wang Chongsheng) | Gyűrű            | 19,55     | 21.       | kiesett  | kiesett  |
| Vang Csung-seng (Wang Chongsheng) | Lólengés         | 19,60     | 15.       | kiesett  | kiesett  |
| Vang Csung-seng (Wang Chongsheng) | Egyéni összetett | 117,20    | 15.       | 117,750  | 6.*      |
| Lou Jün (Lou Yun) | Talaj            | 19,90     | 1.        | 9,950    | *        |
| Lou Jün (Lou Yun) | Ugrás            | 19,85     | 1.        | 9,925    |          |
| Lou Jün (Lou Yun) | Korlát           | 19,25     | 59.       | kiesett  | kiesett  |
| Lou Jün (Lou Yun) | Nyújtó           | 19,35     | 31.       | kiesett  | kiesett  |
| Lou Jün (Lou Yun) | Gyűrű            | 19,70     | 9.        | 9,850    | 6.*      |
| Lou Jün (Lou Yun) | Lólengés         | 19,05     | 51.       | kiesett  | kiesett  |
| Lou Jün (Lou Yun) | Egyéni összetett | 117,10    | 17.       | 117,600  | 12.      |
| Hszü Cse-csiang (Xu Zhiqiang) | Talaj            | 19,55     | 19.       | kiesett  | kiesett  |
| Hszü Cse-csiang (Xu Zhiqiang) | Ugrás            | 19,50     | 15.       | kiesett  | kiesett  |
| Hszü Cse-csiang (Xu Zhiqiang) | Korlát           | 19,55     | 25.       | kiesett  | kiesett  |
| Hszü Cse-csiang (Xu Zhiqiang) | Nyújtó           | 19,70     | 4.        | 9,850    | 6.       |
| Hszü Cse-csiang (Xu Zhiqiang) | Gyűrű            | 19,70     | 9.        | kiesett  | kiesett  |
| Hszü Cse-csiang (Xu Zhiqiang) | Lólengés         | 19,00     | 56.       | kiesett  | kiesett  |
| Hszü Cse-csiang (Xu Zhiqiang) | Egyéni összetett | 117,00    | 18.       | 117,300  | 15.*     |
| Li Csun-jang (Li Chunyang) | Talaj            | 19,35     | 42.       | kiesett  | kiesett  |
| Li Csun-jang (Li Chunyang) | Ugrás            | 19,10     | 50.       | kiesett  | kiesett  |
| Li Csun-jang (Li Chunyang) | Korlát           | 19,45     | 35.       | kiesett  | kiesett  |
| Li Csun-jang (Li Chunyang) | Nyújtó           | 19,35     | 31.       | kiesett  | kiesett  |
| Li Csun-jang (Li Chunyang) | Gyűrű            | 19,50     | 26.       | kiesett  | kiesett  |
| Li Csun-jang (Li Chunyang) | Lólengés         | 19,40     | 30.       | kiesett  | kiesett  |
| Li Csun-jang (Li Chunyang) | Egyéni összetett | 116,15    | 32.       | kiesett  | kiesett  |
| Kuo Lin-hszien (Guo Linxian) | Talaj            | 19,30     | 45.       | kiesett  | kiesett  |
| Kuo Lin-hszien (Guo Linxian) | Ugrás            | 19,35     | 26.       | kiesett  | kiesett  |
| Kuo Lin-hszien (Guo Linxian) | Korlát           | 19,60     | 18.       | kiesett  | kiesett  |
| Kuo Lin-hszien (Guo Linxian) | Nyújtó           | 18,75     | 70.       | kiesett  | kiesett  |
| Kuo Lin-hszien (Guo Linxian) | Gyűrű            | 19,50     | 26.       | kiesett  | kiesett  |
| Kuo Lin-hszien (Guo Linxian) | Lólengés         | 18,85     | 66.       | kiesett  | kiesett  |
| Kuo Lin-hszien (Guo Linxian) | Egyéni összetett | 115,35    | 45.       | kiesett  | kiesett  |
| Li Ning | Talaj            | 19,85     | 4.        | 9,925    | 5.       |
| Li Ning | Ugrás            | 18,40     | 86.       | kiesett  | kiesett  |
| Li Ning | Korlát           | 18,60     | 84.       | kiesett  | kiesett  |
| Li Ning | Nyújtó           | 19,60     | 12.       | kiesett  | kiesett  |
| Li Ning | Gyűrű            | 19,35     | 39.       | kiesett  | kiesett  |
| Li Ning | Lólengés         | 19,15     | 43.       | kiesett  | kiesett  |
| Li Ning | Egyéni összetett | 114,95    | 50.       | kiesett  | kiesett  |
| Vang Csung-seng (Wang Chongsheng) Lou Jün (Lou Yun) Hszü Cse-csiang (Xu Zhiqiang) Kuo Lin-hszien (Guo Linxian) Li Csun-hjang (Li Chunyang) Li Ning | Csapat összetett |           |           | 585,25   | 4.       |

Női
| Versenyző | Versenyszám      | Selejtező | Selejtező | Döntő    | Döntő    |
| Versenyző | Versenyszám      | Pontszám  | Helyezés  | Pontszám | Helyezés |
| --- | ---------------- | --------- | --------- | -------- | -------- |
| Csen Cuj-ting (Chen Cuiting) | Talaj            | 19,725    | 10.       | kiesett  | kiesett  |
| Csen Cuj-ting (Chen Cuiting) | Ugrás            | 19,425    | 32.       | kiesett  | kiesett  |
| Csen Cuj-ting (Chen Cuiting) | Felemás korlát   | 19,425    | 34.       | kiesett  | kiesett  |
| Csen Cuj-ting (Chen Cuiting) | Gerenda          | 19,300    | 27.       | kiesett  | kiesett  |
| Csen Cuj-ting (Chen Cuiting) | Egyéni összetett | 77,875    | 18.       | 78,137   | 14.      |
| Fan Ti (Fan Di) | Talaj            | 19,350    | 39.       | kiesett  | kiesett  |
| Fan Ti (Fan Di) | Ugrás            | 19,225    | 47.       | kiesett  | kiesett  |
| Fan Ti (Fan Di) | Felemás korlát   | 19,650    | 14.       | kiesett  | kiesett  |
| Fan Ti (Fan Di) | Gerenda          | 19,250    | 30.       | kiesett  | kiesett  |
| Fan Ti (Fan Di) | Egyéni összetett | 77,475    | 28.       | 77,637   | 20.      |
| Vang Ven-csing (Wang Wenjing) | Talaj            | 19,375    | 36.       | kiesett  | kiesett  |
| Vang Ven-csing (Wang Wenjing) | Ugrás            | 19,050    | 60.       | kiesett  | kiesett  |
| Vang Ven-csing (Wang Wenjing) | Felemás korlát   | 19,575    | 18.       | kiesett  | kiesett  |
| Vang Ven-csing (Wang Wenjing) | Gerenda          | 19,400    | 23.       | kiesett  | kiesett  |
| Vang Ven-csing (Wang Wenjing) | Egyéni összetett | 77,400    | 32.       | 76,700   | 32.      |
| Vang Huj-jing (Wang Huiying) | Talaj            | 19,550    | 23.       | kiesett  | kiesett  |
| Vang Huj-jing (Wang Huiying) | Ugrás            | 19,450    | 27.       | kiesett  | kiesett  |
| Vang Huj-jing (Wang Huiying) | Felemás korlát   | 18,800    | 75.       | kiesett  | kiesett  |
| Vang Huj-jing (Wang Huiying) | Gerenda          | 19,550    | 14.       | kiesett  | kiesett  |
| Vang Huj-jing (Wang Huiying) | Egyéni összetett | 77,350    | 34.       | kiesett  | kiesett  |
| Ma Jing (Ma Ying) | Talaj            | 19,225    | 47.       | kiesett  | kiesett  |
| Ma Jing (Ma Ying) | Ugrás            | 19,400    | 33.       | kiesett  | kiesett  |
| Ma Jing (Ma Ying) | Felemás korlát   | 19,325    | 44.       | kiesett  | kiesett  |
| Ma Jing (Ma Ying) | Gerenda          | 19,075    | 47.       | kiesett  | kiesett  |
| Ma Jing (Ma Ying) | Egyéni összetett | 77,025    | 41.       | kiesett  | kiesett  |
| Vang Hsziao-jen (Wang Xiaoyan) | Talaj            | 19,375    | 36.       | kiesett  | kiesett  |
| Vang Hsziao-jen (Wang Xiaoyan) | Ugrás            | 19,675    | 10.       | 19,730   | 7.       |
| Vang Hsziao-jen (Wang Xiaoyan) | Felemás korlát   | 18,900    | 70.       | kiesett  | kiesett  |
| Vang Hsziao-jen (Wang Xiaoyan) | Gerenda          | 18,975    | 55.       | kiesett  | kiesett  |
| Vang Hsziao-jen (Wang Xiaoyan) | Egyéni összetett | 76,925    | 44.       | kiesett  | kiesett  |
| Csen Cuj-ting (Chen Cuiting) Fan Ti (Fan Di) Vang Ven-csing (Wang Wenjing) Vang Huj-jing (Wang Huiying) Ma Jing (Ma Ying) Vang Hsziao-jen (Wang Xiaoyan) | Csapat összetett |           |           | 388,400  | 6.       |

* - egy másik versenyzővel azonos eredményt ért el

### Ritmikus gimnasztika
| Versenyző                  | Versenyszám | Selejtező | Selejtező | Döntő  | Döntő    |
| Versenyző                  | Versenyszám | Pont      | Hely.     | Pont   | Helyezés |
| -------------------------- | ----------- | --------- | --------- | ------ | -------- |
| Pang Csiung (Pang Qiong)   | Egyéni      | 38,60     | 14.       | 58,300 | 11.      |
| Ho Hsziao-min (He Xiaomin) | Egyéni      | 38,50     | 17.       | 58,000 | 16.      |

## Úszás
Férfi
| Versenyző | Versenyszám            | Előfutam | Előfutam | Előfutam | Döntő   | Döntő   | Döntő   | Helyezés |
| Versenyző | Versenyszám            | Idő      | Hely.    | Össz.    | Típus   | Idő     | Hely.   | Helyezés |
| --- | ---------------------- | -------- | -------- | -------- | ------- | ------- | ------- | -------- |
| Sen Csien-csiang (Shen Jianqiang)                                                                                    | 50 m gyors             | 23,41    | 5.*      | 13.*     | B       | 23,40   | 4.      | 12.      |
| Sen Csien-csiang (Shen Jianqiang)                                                                                    | 100 m gyors            | 51,40    | 8.       | 27.      | kiesett | kiesett | kiesett | kiesett  |
| Sen Csien-csiang (Shen Jianqiang)                                                                                    | 100 m pillangó         | 54,86    | 7.       | 16.      | B       | 54,52   | 1.      | 9.       |
| Feng Csiang-piao (Feng Qiangbiao)                                                                                    | 50 m gyors             | 23,47    | 7.       | 18.*     | kiesett | kiesett | kiesett | kiesett  |
| Feng Csiang-piao (Feng Qiangbiao)                                                                                    | 100 m gyors            | 52,45    | 6.       | 38.      | kiesett | kiesett | kiesett | kiesett  |
| Hszie Csün (Xie Jun)                                                                                                 | 200 m gyors            | 1:55,04  | 7.       | 39.      | kiesett | kiesett | kiesett | kiesett  |
| Hszie Csün (Xie Jun)                                                                                                 | 200 m vegyes           | 2:10,52  | 7.*      | 31.*     | kiesett | kiesett | kiesett | kiesett  |
| Vang Ta-li (Wang Dali)                                                                                               | 1500 m gyors           | 15:45,96 | 8.       | 24.      | kiesett | kiesett | kiesett | kiesett  |
| Huang Kuo-hsziung (Huang Guoxiong)                                                                                   | 100 m hát              | 59,36    | 7.       | 35.      | kiesett | kiesett | kiesett | kiesett  |
| lin Laj-csiu (Lin Laijiu)                                                                                            | 100 m hát              | 57,74    | 6.       | 18.      | kiesett | kiesett | kiesett | kiesett  |
| lin Laj-csiu (Lin Laijiu)                                                                                            | 200 m hát              | 2:08,28  | 6.       | 30.      | kiesett | kiesett | kiesett | kiesett  |
| Csen Csien-hung (Chen Jianhong)                                                                                      | 100 m mell             | 1:04,09  | 5.       | 16.      | B       | 1:04,72 | 8.      | 16.      |
| Csin Fu (Jin Fu) | 100 m mell             | 1:05,02  | 5.       | 30.      | kiesett | kiesett | kiesett | kiesett  |
| Csin Fu (Jin Fu) | 200 m mell             | 2:26,05  | 8.       | 38.      | kiesett | kiesett | kiesett | kiesett  |
| Csang Csing (Chang Qing)                                                                                             | 200 m mell             | 2:24,45  | 5.       | 35.      | kiesett | kiesett | kiesett | kiesett  |
| Cseng Csien (Zheng Jian)                                                                                             | 100 m pillangó         | 54,69    | 5.       | 12.      | B       | 55,05   | 7.      | 15.      |
| Csan Csiang (Zhan Jiang)                                                                                             | 200 m pillangó         | 2:05,22  | 6.       | 30.      | kiesett | kiesett | kiesett | kiesett  |
| Sen Csien-csiang (Shen Jianqiang) Li Tao Hszie Csün (Xie Jun) Feng Csiang-piao (Feng Qiangbiao)                      | 4 × 100 m gyorsváltó   | kizárták | kizárták | kizárták | kiesett | kiesett | kiesett | kiesett  |
| Lin Laj-csiu (Lin Laijiu) Csen Csien-hung (Chen Jianhong) Cseng Csien (Zheng Jian) Sen Csien-csiang (Shen Jianqiang) | 4 × 100 m vegyes váltó | 3:54,18  | 6.       | 19.      | kiesett | kiesett | kiesett | kiesett  |

Női
| Versenyző                                                                                                  | Versenyszám            | Előfutam | Előfutam | Előfutam | Döntő   | Döntő   | Döntő   | Helyezés |
| Versenyző                                                                                                  | Versenyszám            | Idő      | Hely.    | Össz.    | Típus   | Idő     | Hely.   | Helyezés |
| --- | ---------------------- | -------- | -------- | -------- | ------- | ------- | ------- | -------- |
| Jang Ven-ji (Yang Wenyi)                                                                                   | 50 m gyors             | 25,67    | 1.       | 1.       | A       | 25,64   | 2.      |          |
| Hszia Fu-csie (Xia Fujie)                                                                                  | 50 m gyors             | 26,66    | 7.       | 22.      | kiesett | kiesett | kiesett | kiesett  |
| Lou Ja-ping (Lou Yaping)                                                                                   | 100 m gyors            | 57,79    | 6.       | 23.      | kiesett | kiesett | kiesett | kiesett  |
| Csuang Jung (Zhuang Yong)                                                                                  | 100 m gyors            | 55,84    | 1.       | 3.       | A       | 55,47   | 2.      |          |
| Csuang Jung (Zhuang Yong)                                                                                  | 200 m gyors            | 2:02,40  | 6.       | 15.      | B       | 2:14,23 | 8.      | 16.      |
| Csien Hung (Qian Hong)                                                                                     | 200 m gyors            | 2:12,44  | 7.       | 40.      | kiesett | kiesett | kiesett | kiesett  |
| Csien Hung (Qian Hong)                                                                                     | 100 m pillangó         | 1:00,66  | 2.       | 4.       | A       | 59,52   | 3.      |          |
| Jen Ming (Yan Ming)                                                                                        | 400 m gyors            | 4:18,58  | 8.       | 21.      | kiesett | kiesett | kiesett | kiesett  |
| Jen Ming (Yan Ming)                                                                                        | 800 m gyors            | 9:00,81  | 8.       | 26.      | kiesett | kiesett | kiesett | kiesett  |
| Jen Ming (Yan Ming)                                                                                        | 400 m vegyes           | 4:49,04  | 2.       | 9.       | B       | 4:55,92 | 8.      | 16.      |
| Lin Li | 200 m hát              | 2:18,11  | 1.       | 15.      | B       | 2:16,68 | 3.      | 11.      |
| Lin Li | 200 m vegyes           | 2:17,09  | 3.       | 5.       | A       | 2:17,42 | 7.      | 7.       |
| Lin Li | 400 m vegyes           | 4:48,89  | 5.       | 8.       | A       | 4:47,05 | 7.      | 7.       |
| Vang Po-lin (Wang Bolin)                                                                                   | 100 m hát              | 1:05,15  | 1.       | 23.      | kiesett | kiesett | kiesett | kiesett  |
| Vang Po-lin (Wang Bolin)                                                                                   | 200 m hát              | 2:21,70  | 8.       | 23.      | kiesett | kiesett | kiesett | kiesett  |
| Huang Hsziao-min (Huang Xiaomin)                                                                           | 100 m mell             | 1:10,78  | 3.       | 8.       | A       | 1:10,53 | 7.      | 7.       |
| Huang Hsziao-min (Huang Xiaomin)                                                                           | 200 m mell             | 2:30,03  | 3.       | 6.       | A       | 2:27,49 | 2.      |          |
| Csen Huj-ling (Chen Huiling)                                                                               | 100 m mell             | 1:13,65  | 7.       | 27.      | kiesett | kiesett | kiesett | kiesett  |
| Csen Huj-ling (Chen Huiling)                                                                               | 200 m mell             | 2:45,87  | 8.       | 40.      | kiesett | kiesett | kiesett | kiesett  |
| Vang Hsziao-hung (Wang Xiaohong)                                                                           | 100 m pillangó         | 1:01,16  | 3.       | 7.       | A       | 1:01,15 | 8.      | 8.       |
| Vang Hsziao-hung (Wang Xiaohong)                                                                           | 200 m pillangó         | 2:13,05  | 3.       | 8.       | A       | 2:12,34 | 7.      | 7.       |
| Mo Van-lan (Mo Wanlan)                                                                                     | 200 m pillangó         | 2:19,56  | 6.       | 22.      | kiesett | kiesett | kiesett | kiesett  |
| Hszia Fu-csie (Xia Fujie) Jang Ven-ji (Yang Wenyi) Lou Ja-ping (Lou Yaping) Csuang Jung (Zhuang Yong)      | 4 × 100 m gyorsváltó   | 3:46,36  | 3.       | 5.       | A       | 3:44,69 | 4.      | 4.       |
| Jang Ven-ji (Yang Wenyi) Huang Hsziao-min (Huang Xiaomin) Csien Hung (Qian Hong) Csuang Jung (Zhuang Yong) | 4 × 100 m vegyes váltó | kizárták | kizárták | kizárták | kiesett | kiesett | kiesett | kiesett  |

* - egy másik versenyzővel azonos eredményt ért el

## Vitorlázás
Férfi
| Versenyző                                     | Versenyszám    | Futam | Futam | Futam | Futam | Futam    | Futam | Futam | Pontszám | Helyezés |
| Versenyző                                     | Versenyszám    | 1     | 2     | 3     | 4     | 5        | 6     | 7     | Pontszám | Helyezés |
| --------------------------------------------- | -------------- | ----- | ----- | ----- | ----- | -------- | ----- | ----- | -------- | -------- |
| Csiang Csen (Jiang Chen)                      | Divízió II     | 27,0  | 19,0  | 19,0  | 23,6* | (52,0**) | 21,0  | 32,0  | 141,6    | 22.      |
| Lin Po (Lin Bo) Jang San-feng (Yang Shanfeng) | 470-es osztály | 26,0  | 28,0  | 27,0  | 30,0  | (36,0)   | 30,0  | 29,0  | 170,0    | 25.      |

* - bírók által adott pontszám

** - nem ért célba
Női
| Versenyző                                              | Versenyszám    | Futam | Futam  | Futam | Futam | Futam | Futam | Futam | Pontszám | Helyezés |
| Versenyző                                              | Versenyszám    | 1     | 2      | 3     | 4     | 5     | 6     | 7     | Pontszám | Helyezés |
| ------------------------------------------------------ | -------------- | ----- | ------ | ----- | ----- | ----- | ----- | ----- | -------- | -------- |
| Csen Zsuj-li (Chen Ruili) Csen Hsziu-mej (Chen Xiumei) | 470-es osztály | 23,0  | (28,0) | 26,0  | 28,0  | 28,0  | 21,0  | 28,0  | 154,0    | 20.      |

## Vívás
Férfi
| Versenyző | Versenyszám       | Selejtező | Selejtező | Selejtező | Selejtező | Selejtező | Selejtező | Főtábla                     | Főtábla           | Főtábla           | Vigaszág                     | Vigaszág                    | Vigaszág          | Vigaszág          | Negyeddöntő             | Elődöntő                                    | Döntő                                  | Helyezés |
| Versenyző | Versenyszám       | 1. kör | 1. kör    | 2. kör | 2. kör    | 3. kör | 3. kör    | 1. kör                      | 2. kör            | 3. kör            | 1. kör                       | 2. kör                      | 3. kör            | 4. kör            | Negyeddöntő             | Elődöntő                                    | Döntő                                  | Helyezés |
| Versenyző | Versenyszám       | Ellenfél Eredmény | Hely.     | Ellenfél Eredmény | Hely.     | Ellenfél Eredmény | Hely.     | Ellenfél Eredmény           | Ellenfél Eredmény | Ellenfél Eredmény | Ellenfél Eredmény            | Ellenfél Eredmény           | Ellenfél Eredmény | Ellenfél Eredmény | Ellenfél Eredmény       | Ellenfél Eredmény                           | Ellenfél Eredmény                      | Helyezés |
| --- | ----------------- | --- | --------- | --- | --------- | --- | --------- | --------------------------- | ----------------- | ----------------- | ---------------------------- | --------------------------- | ----------------- | ----------------- | ----------------------- | ------------------------------------------- | -------------------------------------- | -------- |
| Liu Jün-hung (Liu Yunhong)                                                                                         | Tőr, egyéni       | 6. csoport · Austin Thomas (ARU) · 5–0 · Choy Kam Shing (HKG) · 5–2 · Robert Davidson (AUS) · 5–4 · Joachim Wendt (AUT) · 2–5 · Bogusław Zych (POL) · 2–5                                                         | 3.        | 3. csoport · Umezava Kenicsi (JPN) · 5–1 · Mauro Numa (ITA) · 5–2 · Joachim Wendt (AUT) · 4–5 · Ulrich Schreck (FRG) · 1–5 · Érsek Zsolt (HUN) · 3–5 | 5.        | 6. csoport · Eric Strand (SWE) · 5–2 · Kim Szungphjo (Kim Seung-Pyo) (KOR) · 5–1 · Aljakszandr Ramanykov (URS) · 4–5 · Philippe Omnès (FRA) · 0–5                        | 3.        | Ulrich Schreck (FRG) · 5–10 |                   |                   | Donnie McKenzie (GBR) · 10–6 | İlqar Məmmədov (URS) · 6–10 | kiesett           | kiesett           | kiesett                 | kiesett                                     | kiesett                                | 20.      |
| Csang Cse-cseng (Zhang Zhicheng)                                                                                   | Tőr, egyéni       | 10. csoport · Weng Tak Fung (HKG) · 5–2 · Michel Youssef (LIB) · 5–2 · Udo Wagner (GDR) · 5–4 · Benoît Giasson (CAN) · 5–0 · Laurent Bel (FRA) · 1–5                                                              | 2.        | 2. csoport · Sergio Turiace (ARG) · 0–5 · Andrea Borella (ITA) · 5–2 · Matthias Behr (FRG) · 5–4 · Andrés García (ESP) · 5–3 · Mike Marx (USA) · 5–2 | 1.        | 8. csoport · Sergio Turiace (ARG) · 5–1 · Donnie McKenzie (GBR) · 5–2 · Pierre Harper (GBR) · 5–0 · Érsek Zsolt (HUN) · 0–5                                              | 2.        | Matthias Behr (FRG) · 4–10  |                   |                   | Borisz Koreckij (URS) · 8–10 | kiesett                     | kiesett           | kiesett           | kiesett                 | kiesett                                     | kiesett                                | 25.      |
| Lao Sao-pej (Lao Shaopei)                                                                                          | Tőr, egyéni       | 12. csoport · Léj Cung-man (Lee Chung Man) (HKG) · 5–3 · José Bandeira (POR) · 5–2 · Stephen Angers (CAN) · 5–0 · Thierry Soumagne (BEL) · 5–1 · Andrea Borella (ITA) · 3–5                                       | 2.        | 8. csoport · Ahmed Mohamed (EGY) · 5–4 · Udo Wagner (GDR) · 5–4 · Marian Sypniewski (POL) · 4–5 · Eric Strand (SWE) · 3–5 · Gátai Róbert (HUN) · 1–5 | 5.        | 7. csoport · Luc Rocheleau (CAN) · 4–5 · Leszek Bandach (POL) · 1–5 · Borisz Koreckij (URS) · 3–5 · Bill Gosbee (GBR) · 3–5                                              | 5.        | kiesett                     | kiesett           | kiesett           | kiesett                      | kiesett                     | kiesett           | kiesett           | kiesett                 | kiesett                                     | kiesett                                | 37.      |
| Tu Csen-cseng (Du Zhencheng)                                                                                       | Párbajtőr, egyéni | 8. csoport · Jean-Marc Chouinard (CAN) · 5–5 · Péter Vánky (SWE) · 5–4 · Juan Miguel Paz (COL) · 5–5 · Pásztor Szabolcs (HUN) · 3–5                                                                               | 4.        | 5. csoport · Fernando de la Peña (ESP) · 5–3 · Axel Birnbaum (AUT) · 3–5 · Philippe Riboud (FRA) · 2–5 · Andrej Suvalov (URS) · 3–5                  | 4.        | 5. csoport · Rob Stull (USA) · 5–2 · Ludomir Chronowski (POL) · 5–1 · Thomas Gerull (FRG) · 3–5 · Jun Namdzsin (Yun Nam-Jin) (KOR) · 4–5 · Jean-Michel Henry (FRA) · 4–5 | 4.        | Andrej Suvalov (URS) · 6–10 |                   |                   | Stefano Pantano (ITA) · 4–10 | kiesett                     | kiesett           | kiesett           | kiesett                 | kiesett                                     | kiesett                                | 32.      |
| Ma Cse (Ma Zhi) | Párbajtőr, egyéni | 14. csoport · Ángel Fernández (ESP) · 2–5 · Ahmed Al-Doseri (BRN) · 5–4 · Alain Côté (CAN) · 5–2 · Douglas Fonseca (BRA) · 5–5 · Torsten Kühnemund (GDR) · 5–3                                                    | 2.        | 2. csoport · Arno Strohmeyer (AUT) · 4–5 · Sergio Turiace (ARG) · 5–2 · Alexander Pusch (FRG) · 5–1 · Martin Brill (NZL) · 2–5                       | 3.        | 7. csoport · Angelo Mazzoni (ITA) · 5–2 · Douglas Fonseca (BRA) · 4–5 · Patrice Gaille (SUI) · 3–5 · Michel Dessureault (CAN) · 4–5 · Martin Brill (NZL) · 2–5           | 6.        | kiesett                     | kiesett           | kiesett           | kiesett                      | kiesett                     | kiesett           | kiesett           | kiesett                 | kiesett                                     | kiesett                                | 37.      |
| Cseng Csao-kang (Zheng Zhaokang)                                                                                   | Kard, egyéni      | 2. csoport · Régis Avila (BRA) · 5–1 · Mike Lofton (USA) · 5–2 · Jean-Marie Banos (CAN) · 5–4 · Pierre Guichot (FRA) · 1–5 · Heorhij Pohoszov (URS) · 3–5 · Hriszto Etropolszki (BUL) · 4–5                       | 4.        | 4. csoport · I Bjongnam (Lee Byeong-Nam) (KOR) · 5–1 · Pierre Guichot (FRA) · 3–5 · Felix Becker (FRG) · 0–5 · Andrej Alsan (URS) · 2–5              | 4.        | 3. csoport · Szergej Mingyirgaszov (URS) · 0–5 · Jürgen Nolte (FRG) · 1–5 · Philippe Delrieu (FRA) · 1–5 · Nébald György (HUN) · 1–5 · Janusz Olech (POL) · 1–5          | 6.        | kiesett                     | kiesett           |                   | kiesett                      | kiesett                     |                   |                   | kiesett                 | kiesett                                     | kiesett                                | 24.      |
| Csia Kuj-hua (Jia Guihua)                                                                                          | Kard, egyéni      | 3. csoport · Percival Alger (PHI) · 5–3 · Mark Slade (GBR) · 5–4 · Jean-Paul Banos (CAN) · 1–5 · Philippe Delrieu (FRA) · 1–5 · Gedővári Imre (HUN) · 1–5 · Vaszil Etropolszki (BUL) · 2–5                        | 5.        | 5. csoport · Peter Westbrook (USA) · 4–5 · Robert Kościelniakowski (POL) · 4–5 · Gedővári Imre (HUN) · 1–5 · Heorhij Pohoszov (URS) · 2–5            | 5.        | kiesett | kiesett   | kiesett                     | kiesett           |                   | kiesett                      | kiesett                     |                   |                   | kiesett                 | kiesett                                     | kiesett                                | 27.      |
| Vang Cse-ming (Wang Zhiming)                                                                                       | Kard, egyéni      | 1. csoport · Stephan Thönnessen (FRG) · 1–5 · Cseng Ming-hsziang (Yan Wing-Shean) (TPE) · 5–1 · Nikolaj Marincseski (BUL) · 5–2 · Marco Marin (ITA) · 5–4 · Steve Mormando (USA) · 2–5 · Bujdosó Imre (HUN) · 4–5 | 4.        | 2. csoport · Stephan Thönnessen (FRG) · 0–5 · Bujdosó Imre (HUN) · 2–5 · Gianfranco Dalla Barba (ITA) · 2–5 · Janusz Olech (POL) · 0–5               | 5.        | kiesett | kiesett   | kiesett                     | kiesett           |                   | kiesett                      | kiesett                     |                   |                   | kiesett                 | kiesett                                     | kiesett                                | 30.      |
| Lao Sao-pej (Lao Shaopei) Liu Jün-hung (Liu Yunhong) Je Csung (Ye Chong) Csang Cse-cseng (Zhang Zhicheng)          | Tőr, csapat       | 1. csoport · NDK (GDR) · 5–9 · Nagy-Britannia (GBR) · 9–7 · Kuvait (KUW) · 9–3 | 2.        | |           | |           |                             |                   |                   |                              |                             |                   |                   | Szovjetunió (URS) · 5–9 | Az 5–8. helyért · Franciaország (FRA) · 7–9 | A 7. helyért · Olaszország (ITA) · 4–9 | 8.       |
| Csia Kuj-hua (Jia Guihua) Vang Zsuj-csi (Wang Ruiji) Vang Cse-ming (Wang Zhiming) Cseng Csao-kang (Zheng Zhaokang) | Kard, csapat      | 3. csoport · Szovjetunió (URS) · 1–9 · Lengyelország (POL) · 1–9 · Kanada (CAN) · 7–9 | 4.        | |           | |           |                             |                   |                   |                              |                             |                   |                   | kiesett                 | kiesett                                     | kiesett                                |          |

Női
| Versenyző | Versenyszám | Selejtező | Selejtező | Selejtező | Selejtező | Selejtező | Selejtező | Főtábla                     | Főtábla                      | Vigaszág          | Vigaszág                      | Negyeddöntő                      | Elődöntő                                    | Döntő                                        | Helyezés |
| Versenyző | Versenyszám | 1. kör | 1. kör    | 2. kör | 2. kör    | 3. kör | 3. kör    | 1. kör                      | 2. kör                       | 1. kör            | 2. kör                        | Negyeddöntő                      | Elődöntő                                    | Döntő                                        | Helyezés |
| Versenyző | Versenyszám | Ellenfél Eredmény | Hely.     | Ellenfél Eredmény | Hely.     | Ellenfél Eredmény | Hely.     | Ellenfél Eredmény           | Ellenfél Eredmény            | Ellenfél Eredmény | Ellenfél Eredmény             | Ellenfél Eredmény                | Ellenfél Eredmény                           | Ellenfél Eredmény                            | Helyezés |
| --- | ----------- | --- | --------- | --- | --------- | --- | --------- | --------------------------- | ---------------------------- | ----------------- | ----------------------------- | -------------------------------- | ------------------------------------------- | -------------------------------------------- | -------- |
| Szun Hung-jün (Sun Hongyun)                                                                                                | Tőr, egyéni | 5. csoport · Pak Unhi (Park Eun-Hui) (KOR) · 5–0 · Fiona McIntosh (GBR) · 5–1 · Agnieszka Dubrawska (POL) · 5–4 · Anja Fichtel-Mauritz (FRG) · 0–5 | 2.        | 1. csoport · Zita-Eva Funkenhauser (FRG) · 0–5 · Mary O'Neill (USA) · 5–4 · Kerstin Palm (SWE) · 5–3 · Oka Tomoko (JPN) · 5–3 · Jelena Glikina (URS) · 5–4                             | 2.        | 1. csoport · Olga Voscsakina (URS) · 3–5 · Oka Tomoko (JPN) · 5–4 · Elisabeta Guzganu-Tufan (ROU) · 5–3 · Thak Csongim (Tak Jeong-Im) (KOR) · 5–0 · Kovács Edit (HUN) · 5–4 | 1.        | Olga Voscsakina (URS) · 8–6 | Stefanek Gertrúd (HUN) · 5–8 |                   | Caitlin Bilodeaux (USA) · 8–5 | Anja Fichtel-Mauritz (FRG) · 4–8 | kiesett                                     | kiesett                                      | 7.       |
| Luan Csü-csie (Luan Ju-jie)                                                                                                | Tőr, egyéni | 3. csoport · Sin Szongdzsa (Sin Seong-Ja) (KOR) · 4–5 · Yung Yim King (HKG) · 5–0 · Caitlin Bilodeaux (USA) · 5–3 · Anna Sobczak (POL) · 2–5       | 3.        | 6. csoport · Laurence Modaine-Cessac (FRA) · 3–5 · Jolanta Królikowska (POL) · 5–2 · Madeleine Philion (CAN) · 5–4 · Olga Voscsakina (URS) · 4–5 · Elisabeta Guzganu-Tufan (ROU) · 4–5 | 5.        | kiesett | kiesett   | kiesett                     | kiesett                      | kiesett           | kiesett                       | kiesett                          | kiesett                                     | kiesett                                      | 25.      |
| Csu Csing-jüan (Zhu Qingyuan)                                                                                              | Tőr, egyéni | 4. csoport · Mijahara Mieko (JPN) · 5–3 · Mary O'Neill (USA) · 5–1 · Tatyjana Szadovszkaja (URS) · 2–5 · Dorina Vaccaroni (ITA) · 4–5              | 3.        | 4. csoport · Jacynthe Poirier (CAN) · 5–3 · Fiona McIntosh (GBR) · 2–5 · Liz Thurley (GBR) · 4–5 · Stefanek Gertrúd (HUN) · 3–5 · Caitlin Bilodeaux (USA) · 2–5                        | 6.        | kiesett | kiesett   | kiesett                     | kiesett                      | kiesett           | kiesett                       | kiesett                          | kiesett                                     | kiesett                                      | 32.      |
| Li Hua-hua Luan Csü-csie (Luan Jujie) Szun Hung-jün (Sun Hongyun) Hsziao Aj-hua (Xiao Aihua) Csu Csing-jüan (Zhu Qingyuan) | Tőr, csapat | 4. csoport · Olaszország (ITA) · 6–9 · Japán (JPN) · 9–5                                                                                           | 2.        | |           | |           |                             |                              |                   |                               | Szovjetunió (URS) · 7–8          | Az 5–8. helyért · Franciaország (FRA) · 9–6 | Az 5. helyért · Egyesült Államok (USA) · 8–8 | 5.       |

## Vízilabda
| Kínai férfi vízilabdacsapat-játékoskeret | Kínai férfi vízilabdacsapat-játékoskeret |
| --- | --- |
| - Ni Si-vej (Ni Shiwei) - Vang Min-huj (Wang Minhui) - Jang Jung (Yang Yong) - Jü Hsziang (Yu Xiang) - Huang Lung (Huang Long) - Huang Csi-csiang (Huang Qijiang) - Cuj Si-ping (Cui Shiping) | - Csao Pi-lung (Zhao Bilong) - Li Csien-hsziung (Li Jianxiong) - Caj Seng-liu (Cai Shengliu) - Ven Fan (Wen Fan) - Ko Csien-csing (Ge Jianqing) - Cseng Csing (Zheng Qing) |

### Eredmények
Csoportkör
B csoport
| Csapat                 | M | Gy | D | V | G+ | G– | Gk  | P |
| ---------------------- | - | -- | - | - | -- | -- | --- | - |
| Egyesült Államok (USA) | 5 | 4  | 0 | 1 | 56 | 40 | +16 | 8 |
| Jugoszlávia (YUG)      | 5 | 4  | 0 | 1 | 60 | 38 | +22 | 8 |
| Spanyolország (ESP)    | 5 | 3  | 1 | 1 | 48 | 38 | +10 | 7 |
| Magyarország (HUN)     | 5 | 2  | 1 | 2 | 50 | 43 | +7  | 5 |
| Görögország (GRE)      | 5 | 1  | 0 | 4 | 45 | 66 | –21 | 2 |
| Kína (CHN)             | 5 | 0  | 0 | 5 | 34 | 68 | –34 | 0 |

| 1988. szeptember 21. 11:30 | Kína (CHN)           | 6–13 | Spanyolország (ESP) |  |
| 1988. szeptember 21. 11:30 | (1–4, 1–3, 2–2, 2–4) |      |                     |  |
| 1988. szeptember 21. 11:30 |                      |      |                     |  |

| 1988. szeptember 22. 09:00 | Görögország (GRE)    | 10–7 | Kína (CHN) |  |
| 1988. szeptember 22. 09:00 | (3–1, 1–2, 4–3, 2–1) |      |            |  |
| 1988. szeptember 22. 09:00 |                      |      |            |  |

| 1988. szeptember 23. 09:00 | Egyesült Államok (USA) | 14–7 | Kína (CHN) |  |
| 1988. szeptember 23. 09:00 | (4–3, 4–3, 3–1, 3–0)   |      |            |  |
| 1988. szeptember 23. 09:00 |                        |      |            |  |

| 1988. szeptember 26. 15:15 | Magyarország (HUN)   | 14–7 | Kína (CHN) |  |
| 1988. szeptember 26. 15:15 | (4–2, 3–0, 4–2, 3–3) |      |            |  |
| 1988. szeptember 26. 15:15 |                      |      |            |  |

| 1988. szeptember 27. 16:30 | Kína (CHN)           | 7–17 | Jugoszlávia (YUG) |  |
| 1988. szeptember 27. 16:30 | (1–5, 3–1, 1–6, 2–5) |      |                   |  |
| 1988. szeptember 27. 16:30 |                      |      |                   |  |

A 9–12. helyért
| Csapat              | M | Gy | D | V | G+ | G– | Gk  | P |
| ------------------- | - | -- | - | - | -- | -- | --- | - |
| Görögország (GRE)   | 3 | 3  | 0 | 0 | 37 | 21 | +16 | 6 |
| Franciaország (FRA) | 3 | 2  | 0 | 1 | 34 | 19 | +15 | 4 |
| Kína (CHN)          | 3 | 1  | 0 | 2 | 25 | 28 | –3  | 2 |
| Dél-Korea (KOR)     | 3 | 0  | 0 | 3 | 19 | 47 | –28 | 0 |

| 1988. szeptember 30. 09:00 | Franciaország (FRA)  | 11–4 | Kína (CHN) |  |
| 1988. szeptember 30. 09:00 | (4–0, 3–2, 1–2, 3–0) |      |            |  |
| 1988. szeptember 30. 09:00 |                      |      |            |  |

| 1988. október 1. 09:00 | Dél-Korea (KOR)      | 7–14 | Kína (CHN) |  |
| 1988. október 1. 09:00 | (2–2, 2–4, 1–2, 2–6) |      |            |  |
| 1988. október 1. 09:00 |                      |      |            |  |

| Csapat     | Helyezés |
| ---------- | -------- |
| Kína (CHN) | 11.      |